# Clever & Smart
Clever & Smart (im Original: spanisch Mortadelo y Filemón) ist eine Comicserie des spanischen Comiczeichners Francisco Ibáñez, die selbiger von 1958 bis 2023 (bis zu seinem Tode) erschuf. Der Titel nennt die zwei Hauptfiguren. Beide sind Agenten des T.I.A. (Trans-Internationaler Agentenring). Im Original steht diese Abkürzung für Técnicos de Investigación Aeroterráquea. Die Bezeichnung tía klingt ähnlich wie CIA, bedeutet aber auf Spanisch Tante, umgangssprachlich so viel wie Tussi oder Alte.
Der erste Comic erschien am 20. Januar 1958 in Ausgabe Nr. 1394 der wöchentlichen Zeitschrift Pulgarcito unter dem allgemeinen Titel Mortadelo y Filemón, agencia de información. Aufgrund Francisco Ibañez Todes ist der aktuell letzte Band auch weiterhin wohl der letzte, weil aktuell noch kein Nachfolger (wie zum Beispiel bei Asterix) bekannt ist.
In Deutschland erschienen die Abenteuer ab 1972 als Alben im Condor und bis 2012 im ConPart Verlag. Parallel dazu traten die Helden zwischen 1975 und 1981 auch in den Felix-Comicheften auf, wo sie unter dem Namen Flip & Flap im Dienst der Organisation für Meisteragenten (O.M.A.) standen. In den Alben wurde ebenfalls die O.M.A. verwendet, dort aber als Organisation Machthungriger Agenten und als Gegenspieler zu Clever und Smart.
Seit 2018 veröffentlicht der Carlsen Verlag Clever & Smart.

## Hauptfiguren

### Seit 1958 (Comic-Strip)
- Fred Clever (Mortadelo im spanischen Original, Flip im Felix-Heft)
ist ein großer, schlanker Agent mit einer großen Nase. Fred Clever ist komplett kahlköpfig, trägt eine Brille („kleines Fahrrad auf der Nase“) und ist normalerweise mit einem schwarzen Anzug (Zeichen der Trauer um seine üppige Haarmähne, die er bei einem früheren Job bei Dr. Bakterius eingebüßt hat) mitsamt Steifkragen bekleidet. In den Anfängen hing ein schwarzer Regenschirm von seinem Arm. Damals trug er auch einen Hut, aus dem er auch seine Verkleidungen hervorzog. Um alles und jeden zu täuschen – oder wenn spezielle Fähigkeiten gefragt sind, z. B. für schnelle Flucht – verkleidet er sich ständig, oftmals passend zu dem inhaltlichen Kontext. Seine Verwandlungen umfassen alle möglichen und unmöglichen Lebewesen, Gegenstände, und sogar abstrakte Dinge, vom Esel über die Glocke bis zu einem gesamten Universum. Die einzigen Merkmale seines Äußeren, die Clever in jeder Verwandlung beibehält, sind seine Brille und im überwiegenden Fall die Nase und der Stehkragen. Er liegt zudem ständig im Clinch mit der Chefsekretärin Fräulein Ophelia, die ihn zu Anfang der Serie auch ständig zu heiraten versucht. Im spanischen Original heißt Fred Clever „Mortadelo“ in Anspielung auf die italienische Wurstsorte Mortadella. Fred stammt aus dem Dorf Ziegenhausen und kennt sich daher in der „feinen Gesellschaft“ meistens nicht besonders gut aus und benimmt sich wie ein Bauerntrottel.
- Jeff Smart (Filemón Pi im Original, Flap im Felix-Heft)
ist kleiner als Clever und im Original sein Chef (span. jefe = Chef, Boss, Vorgesetzter[1][2]). Er hat zwei Haare auf dem Kopf, kleidet sich mit weißem Hemd, schwarzer Fliege und roter Hose. Im Gegensatz zu Fred Clever hat Jeff Smart in den Anfangsjahren mehrfach eine zeichnerische Entwicklung durchlebt. Ebenso rauchte er in den Anfängen eine Pfeife, ähnlich der von Sherlock Holmes. So trägt er auch gelegentlich eine Jacke oder einen Hut. Er ist derjenige, der gewöhnlich die Schläge abbekommt, wenn sich etwas zum Schlechten wendet (also nahezu immer), außerdem lässt er seinen Frust auch am ehesten an anderen ab, besonders an seinem Partner Fred, indem er mit den abenteuerlichsten Dingen nach diesem wirft oder ihn auf die eine oder andere Art physisch leiden lässt oder lassen will.

### Eingeführt mit den Alben (ab 1969)
- Mister L (El Súper oder Superintendente Vicente im Original, Mister Knacks im Felix-Heft)
ist der leitende Kommissar (oder Präsident) des TIA und erteilt Aufträge an Fred Clever und Jeff Smart. Er kleidet sich mit blauem Anzug und hat einen Schnurrbart. Auch er wird von den Herren Clever & Smart gern während seiner (manchmal nur vermuteten) Abwesenheit beleidigt. Zum Beispiel wird er wegen seines Bartes gern mit einem Walross verglichen und seine Nase gleiche einer Gurke. Als Folge einer solchen Frechheit lässt Mister L oft sein cholerisches Temperament an den beiden aus. Da er aber oft genug seine Aufträge für seine Untergebenen nicht bis zum Ende durchdenkt, ist Mister L oft selbst die Zielscheibe wütender Verfolger aus den eigenen Reihen.
- Dr. Bakterius (Profesor Bacterio im Original)
ist der übergeschnappte Wissenschaftler. Er trägt einen schwarzen Vollbart und hat ebenfalls eine Glatze. Bakterius erschafft die unmöglichsten Erfindungen, die meist das Gegenteil des Geforderten bewirken. Die anderen Figuren ergreifen ihn mit blinder Wut, wenn eine seiner Erfindungen ein böses Ende nimmt. Er ist neben Ophelia der Intimfeind von Fred, der ihm besonders gerne den Vollbart in Brand setzt. Außerdem ist er verantwortlich für Fred Clevers Vollglatze, da er an ihm ein Mittel zum Erhalten der Haarpracht ausprobierte.
- Fräulein Ophelia (ab 1978; Ofelia im Original)
ist groß, korpulent und eine von sich eingenommene Sekretärin. Sie ist verliebt in Fred Clever, er jedoch lehnt jede Annäherung ab. Sie ist wegen der Missachtung und Verhöhnung durch Fred Clever und Jeff Smart oft schlecht gelaunt und gibt diese Verhaltensweisen mit Gewalt zurück. Sie bietet sowohl Mister L wie auch Dr. Bakterius die Stirn. Gern lässt Fred Clever in ihrer Nähe figurbetonte Sprüche vom Stapel oder spielt ganz gezielt auf ihr Übergewicht an.
- Fräulein Tussy (ab 1987; Irma im Original)
sehr hübsche, schlanke Sekretärin, die von Clever und Smart verehrt und von Ophelia gehasst wird. Flirtet auch manchmal mit diesen, scheint jedoch unerreichbar zu sein. Dies könnte vor allem daran liegen, dass Clever und Smart alles tun, um ihr zu imponieren, was ebenfalls immer in einer der typischen – nicht sehr imponierenden – Katastrophen endet. Aus Frust lassen diese dann manchmal allerlei Sprüche los („Hatten Sie wieder 100 Gramm Vogelfutter zu Mittag?“).
- Weitere manchmal erscheinende Figuren
  - Der Minister (kein Name im Original) – Vorgesetzter von Mister L („Ja, Herr Minister, ja, Herr Minister, selbstverständlich, Herr Minister!“). Obwohl dieser in vielen Geschichten Mr. L am Ende feuert, scheint eine gute Beziehung zu bestehen.
  - Die Gattin von Mister L (Señora Superintendente im Original, in deutschen Comics einmal Luise L, in einem anderen Missis L).
  - Francisco Ibáñez (ebenso im Original) – meist als Zeichner und damit Oberchef, der andere Personen oder Szenen umzeichnen kann, oder um Kommentare loszuwerden. Manchmal hat er einfach nur einen Cameo-Auftritt.
  - unbenannter bulliger Agent, manchmal Agent XXL (Bestiájez im Original) – wird eingesetzt, um Clever und Smart aus ihren Verstecken hervorzuholen, falls diese sich weigern, eine Mission anzutreten oder nach deren Scheitern geflüchtet sind. Oft übernimmt das auch Mister L zusammen mit dem/den jeweiligen Opfer(n) der letzten Katastrophe.
  - Zwei Männer im weißen Kittel – bringen in fast jedem Heft ein oder mehrere Personen in die Anstalt.
  - Benni Blindflug (original Rompetechos), ein kleiner Mann mit enormer Sehschwäche (Bei Condor auch Pupsie Blindfisch oder Pupsie Blindmann genannt), dessen Kurzsichtigkeit oft als Aufhänger für Gags dient. Diese Figur stammt ursprünglich aus der Comic-Serie 13, Rue del Percebe (dt. „Ausgeflippt – Fischstraße 13“). Diese Figur hatte später eine eigene Comic-Serie, die in Deutschland unter den Namen „Norbert – die Nervensäge“ veröffentlicht wurde, allerdings ohne großen Erfolg.
  - Eine senile Dame, die eigentlich harmlose Dinge tut, dabei aber alles Mögliche verwechselt, worunter Clever und Smart dann leiden müssen. F. Ibáñez widmete ihr ein ganzes Album. In Nr. 38 sollen die beiden eine alte Frau auf einer Weltreise beschützen, was der Dame allerdings nicht gut bekommt.
  - Superman taucht gelegentlich als Karikatur oder Nebengag im Bild auf. Entweder wird er als rotzfrecher Greis dargestellt (eine Anspielung auf die Vergänglichkeit der Superhelden in Amerika), oder aber er ist in der Blüte seiner Jahre und verwechselt die Agenten mit einem Schurken und versucht sie zu bestrafen, was ihm auch meistens gelingt. Manchmal kommt er einfach nur als verkörpertes Wortspiel im Zusammenhang mit Mister Ls Originalnamen (El Super) vor, was im Deutschen allerdings nicht verständlich zur Geltung kommt
  - Feindliche Geheimdienste
    - OMA = Organisation Militanter Agenten / Organisation Machthungriger Agenten
    - Organisation Politischer Anarchisten (taucht auch als „OPA = Organisation Pazifistischer Agenten“ als Clever und Smarts Geheimdienst auf)
    - OLA = Organisation zur Liquidierung von Agenten

## Clever & Smart weltweit
Die Geschichten sind weltweit in vielen Sprachen unter unterschiedlichem Namen erschienen:
- Arabisch: شاطر و ماكر ‚Clever & Smart‘
- Chinesisch: Tegong errenzu, 特工二人组
- Dänisch: Flip & Flop
- Deutsch: Clever & Smart
- Englisch: Mort & Phil
- Finnisch: Älli ja Tälli
- Französisch: Mortadel et Filémon (auch Futt et Fil)
- Griechisch: Αντιριξ και Συμφωνιξ Antirix kai Symphonix (gesprochen Andirix ke Simfonix)
- Italienisch: Fortune & Fortuni (auch Mortadella e Filemone)
- Japanisch: Mōto to Firu, モートとフィル
- Katalanisch: Mortadel·lo i Filemó
- Niederländisch: Paling & Ko
- Norwegisch: Clever & Smart
- Portugiesisch: Mortadelo e Salaminho / Salamão e Mortadela
- Schwedisch: Flink och Fummel
- Serbo-Kroatisch: Zriki Svargla & Sule Globus
- Slowakisch: Clever & Smart
- Slowenisch: Mortadelc pa File
- Tschechisch: Clever & Smart
- Türkisch: Dörtgöz ve Dazlak

## Handlungszüge

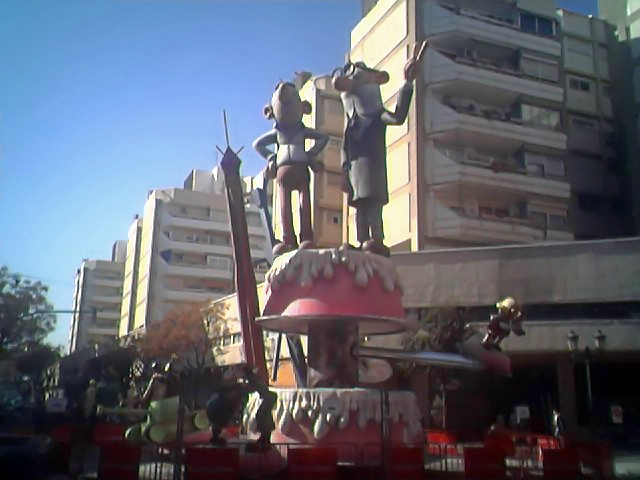
Clever & Smart

Fred Clever und Jeff Smart sind Agenten des TIA und werden von ihrem Chef, Mr. L, in immer neue haarsträubende Abenteuer verwickelt, etwa bei Fußball-Weltmeisterschaften, Olympischen Spielen oder in der Vergangenheit.
Weitere Angestellte des TIA sind Dr. Bakterius, dessen geniale Erfindungen die Agenten oft testen müssen, wobei stets Fehlfunktionen offensichtlich werden, sowie die korpulente Sekretärin Fräulein Ophelia, die sich für eine Sex-Bombe hält, alle Männer aber stets in die Flucht schlägt.
Herausragendes Merkmal dieser Serie sind die vielen Slapstick-Gags, in denen die Protagonisten nach bester Tom-und-Jerry-Art unzählige Male in die Luft gesprengt, in Stücke geschnitten, Klippen heruntergestürzt werden und im nächsten Bild mit riesigen Beulen, aber im Wesentlichen unverletzt wieder aufstehen. Ein weiteres Markenzeichen einer Kopfprellung sind die Laute „Glglgl“ und „Blep blep“.
Zu Beginn der Hefte gibt es stets eine Art Einführung, in der Ibáñez mit Vorliebe lebende Politiker auftreten lässt. In der Folge werden die beiden Agenten stets mit einem Auftrag versehen, an dem sie immer wieder scheitern, um einen erneuten Versuch zu unternehmen. Running Gags sind vor allem Freds unglaubliche (häufig jedoch nutzlose) Verkleidungskünste, Jeffs Wutausbrüche, nachdem wieder einmal einer seiner Pläne durch einen irrsinnigen Zufall grausam danebengegangen ist, sowie mehrere Szenen pro Buch, in denen die beiden nach einer sehr schlimmen Tat, über die in den Zeitungen berichtet wird, für kurze Zeit auswandern müssen.
Vor allem den frühen Heften merkt man zeit- und sozialkritische Züge sehr an: Ibáñez hat die Franco-Diktatur persönlich kennengelernt. Inzwischen hat sich das etwas verloren und das Hauptgewicht wurde noch stärker auf Gags verlagert. Trotzdem bezieht er sich manchmal auf reale Politik. So verhaften Fred Clever und Jeff Smart in Album Nr. 136 den jetzt als wildgewordenen Paparazzo tätigen Radovan Karadžić und liefern ihn an den Internationalen Gerichtshof in Den Haag aus.
Bemerkenswert ist auch das Fehlen eines Erzfeindes. Bekämpft Lucky Luke in regelmäßigen Abständen die Daltons, Asterix den Julius Caesar, so ist der größte Gegner der beiden Geheimagenten ihre eigene Unfähigkeit.
Zum schrillen Auftreten des Comics gehören auch die Bildhintergründe, die häufig kleine Kuriositäten aufweisen: Sei es ein Dinosaurier, der von einem Hochhaus abbeißt, ein durch die Stadt hoppelnder Wal oder die kultige Ibáñez-Spinne – ein schwarzer Punkt mit sechs Beinen – die von der Decke hängend Geige spielt. Hin und wieder gibt es sogar Mikro-Geschichten über zwei oder drei Bilder. In Zimmerecken finden sich manchmal Auberginen; oft greifen diese auch in die Geschichte ein, so als Schlagwaffe, Wurfgeschoss oder eingeknotet in eine Frisur. Ebenso gehören Zigarettenstummel auf Böden zu den häufig auftauchenden Gegenständen.
Die Darstellung eines Flugzeugs im Heft El 35 Aniversario (1993), das rauchend in einem der Zwillingstürme des New Yorker World Trade Center steckt, sorgte nach den Terroranschlägen vom 11. September 2001 für Aufmerksamkeit.

## Verwertung
- Es gibt zwei verschiedene Zeichentrickserien, von denen sich eine stark an den Alben orientiert und pro Folge den Inhalt eines Albums behandelt, während die andere Serie längere Geschichten in kurze Episoden unterteilt. Die zweite Serie (ab 1994 im deutschen Fernsehen) wurde unter anderem von Karl Dall (Fred Clever) und Wolfgang Völz (Jeff Smart) synchronisiert. In dieser sind die beiden Agenten aber bei der KGP (= Königlich britische Geheimpolizei) beschäftigt, nicht bzw. gerade zu verwechseln mit dem sowjetischen Geheimdienst KGB (Titellied: „… clever und olé, smart wie eh und je, wir beide sind die Top-Agenten von der KGP“).

- Die Figuren der Comic-Serie wurden darüber hinaus in diversen Computerspielen, namentlich eines Action-Adventures, das 1988 erschien und 1989 nur in Spanien einen inoffiziellen Nachfolger hervorbrachte, sowie einer ab 1997 von Alcachofa Soft entwickelten neunteiligen spanischen Adventureserie, verwendet. Der letzte Teil der Serie erschien nochmals verbessert unter dem Titel Clever & Smart – A Movie Adventure auch auf Deutsch und erhielt überwiegend positive Bewertungen.

- 2003 kam ein Clever-&-Smart-Real-Spielfilm in die spanischen Kinos und wurde Berichten zufolge sogar zum zweiterfolgreichsten Film der spanischen Filmgeschichte. 2005 lief der Film in Deutschland an, floppte hier allerdings, wobei von Medien und Kinogängern die deutschen Synchronsprecher Erkan & Stefan als unpassend bemängelt wurden.

- Im Jahr 2008, zum 50-jährigen Jubiläum der Comic-Helden, erschien in Spanien ein zweiter Realfilm. Der Originaltitel lautet: Mortadelo y Filemón. Misión: Salvar la Tierra (Clever & Smart – Mission: Rettung der Welt).

- 2014 erschien ein computeranimierter Spielfilm unter dem Titel Mortadelo y Filemón contra Jimmy el Cachondo in Spanien.

## Veröffentlichung in Deutschland
Die Veröffentlichungsgeschichte von Clever & Smart in Deutschland ist recht chaotisch. Im deutschen Sprachraum sind 210 Ausgaben bei Condor erschienen, wobei die Originalreihenfolge nicht eingehalten und teilweise Zusammenstellungen von Kurzgeschichten veröffentlicht wurden. Im Dezember 2009 wurde die Reihe bei ConPart eingestellt. Seit Ausgabe 175 hat der Verlag allerdings nur noch umbenannte, alte Comicalben als „total neu getextet + aktuell vergagt!“ neu aufgelegt. Bereits zuvor hatte man seit Ausgabe 143 immer wieder alte Comicalben umbenannt. Seit Nr. 164 sind diese an dem Vermerk „EIN CLASSIC HIT“ zu erkennen.
Unter den Originalnummern wurden Bände zudem in zwei weiteren Auflagen wieder veröffentlicht. Da die Herausgeber in der 2. Auflage zwei späte Ausgaben aufgrund fehlender Druckvorlagen ausließen, sind fünf Alben unter drei verschiedenen Nummern erschienen. Zum Beispiel handelt es sich bei Album Nr. 9 (1. bis 3. Auflage), Album Nr. 143 (1. Auflage) und Album Nr. 142 (2. Auflage) immer um denselben Comic. Die zweite Auflage wurde im Jahr 2004 nach Nr. 147 eingestellt, die 3. Auflage bereits 1998 nach Nr. 50. Somit sind 19 Alben bislang nur in der ersten Auflage erschienen, während die älteren Ausgaben nun bereits zum vierten oder fünften Mal neu aufgelegt wurden.
Weiterhin sind an die 100 Sonderbände, Extras, Jubiläumsausgaben und Taschenbücher in deutscher Sprache erschienen. Sonderbände sind Geschichten, meist zu Sportereignissen, die nicht in der regulären Reihe veröffentlicht wurden. Alle Jubiläums- und Extraausgaben sind Sammlungen bereits veröffentlichter Bände, ohne erkennbares Muster.
Am 18. April 2017 kündigte der Carlsen Verlag an, Clever und Smart neu in Alben zu verlegen. Die Carlsen-Ausgabe hält sich – im Gegensatz zu der von Condor – an die Originalreihenfolge, allerdings werden die Bände zu Sportereignissen ausgelassen. Eine komplett neue Kolorierung aus Spanien wird verwendet und die Übersetzung komplett überarbeitet. Seit Februar 2018 sind Clever-und-Smart-Alben vom Carlsen Verlag im deutschen Pressehandel wieder erhältlich. Zusätzlich zu den Neuauflagen der alten Alben werden die Geschichten von Ibáñez, welche noch nie in Deutschland erschienen waren, veröffentlicht, ausgegliedert als Sonderbandreihe. Viele Kurzgeschichten der Reihe wurden in einem Sammelband veröffentlicht.

## Die Alben
Aufgrund der enormen Menge an Comics und der Tatsache, dass viele der Geschichten in Deutschland mehrmals, teilweise unter verschiedenen Namen, veröffentlicht wurden, und da dabei der Condor-Verlag auch nicht die korrekte Reihenfolge einhielt, ist diese Liste in Jahrzehnte unterteilt und verwendet die korrekte Reihenfolge aus Spanien. Die Spalte „Deutscher Titel“ enthält dabei den Titel, den Carlsen in der Neuauflage von 2018 vergab. Sollte ein Album mehrere Namen in Deutschland tragen, wird dies ebenfalls vermerkt.

### 1969–1979
| Band | Spanischer Titel                   | Jahr | Band | Deutscher Titel                     | Bemerkungen |
| ---- | ---------------------------------- | ---- | ---- | ----------------------------------- | --- |
| 1    | El Sulfato Atómico                 | 1969 | 1    | Keine Angst, wir retten die Welt    | Erste Geschichte in voller Albumslänge. Ibáñez verwendet hier noch weit detailliertere Zeichnungen als sonst, etwas, was er danach aus Zeitgründen nur noch für Titelbilder machte. Erster Auftritt von Mr. L und Dr. Bakterius. Erschien ursprünglich als "Keine Angst, wir retten die Welt" (Condor, 7) & "Sprüh und blitz – schon wächst er fix!" (Condor Neutextung, 148) |
| 2    | Contra el "gang" del "Chicharrón"  | 1969 | 2    | Wir bringen Nachschub für den Knast | Die Namen der Kapitel sind allesamt Persiflagen zu bekannten Sprichwörtern und Filmen, u.A. auf Requiem for a Dream und 20.000 Meilen unter dem Meer. Das Ende mit den Ganoven beim Steineklopfen spielt auf den Schluss der Lucky-Luke-Geschichte Dalton City an. Erschien ursprünglich als "Wir bringen Nachschub für den Knast" (Condor, 8) |
| 3    | Safari callejero                   | 1970 | 3    | Die Asphalt-Safari                  | Der Einbrecher am Anfang der Geschichte ist dem Einbrecher Elfenfinger-Freddie nachempfunden, welcher in Gaston auftaucht. Kein Zufall, da Franquin Ibáñez als Vorbild dient. Erschien ursprünglich als "Die Asphalt-Safari" (Condor, 1) |
| 4    | Valor y… ¡al toro!                 | 1970 | 4    | Auf in den Kampf, Torero!           | Ibáñez fing diesen Band ursprünglich nicht als Clever & Smart an, sondern mit anderen Figuren, da er sich mit dem Verlag stritt. Als man sich einigte, überklebte Ibáñez die ursprünglichen Charaktere auf den Originalzeichnungen der ersten fünf Seiten. Erschien ursprünglich als "Immer Ärger mit dem Bullen" (Condor, 2) |
| 5    | El caso del bacalao                | 1970 | 5    | Hilfe, wir verdursten!              | Fred und Jeff versuchen den Teppich-Ziehtrick aus Harry und Platte, scheitern jedoch. Zudem macht Jeff den gleichen Fehler wie Wile E. und versucht, feststeckendes Geröll von unten zu lösen. Erschien ursprünglich als "Hilfe, wir verdursten!" (Condor, 3) |
| 6    | Chapeau el "Esmirriau"             | 1971 | 6    | Mit Herz, Schmerz und Melone        | Der Titel der Carlsen-Ausgabe ist eine Anspielung auf die Serie Mit Schirm, Charme und Melone, welche zu dem Zeitpunkt der Entstehung des Bandes produziert wurde. Erschien ursprünglich als "Wir haben immer Konjunktur" (Condor, 15) |
| 7    | La máquina del cambiazo            | 1971 | 7    | Immer rein in die Maschine!         | Aufgrund einer schlechten Vorlage aus Spanien – aus welchen Gründen auch immer – ist die Kolorierung hier viel schlechter als bei den anderen Bänden der Carlsen-Ausgabe. Erschien ursprünglich als "Immer rein in die Maschine!" (Condor, 9) |
| 8    | La caja de los diez cerrojos       | 1971 | 8    | Verdammt, wer macht die Kiste auf?  | Hier wird für ein Panel der Gag verwendet, dass am Südpol alles Kopf steht – auch der Text. Auch hier sind die Namen der Kapitel Persiflagen, u.A. auf Zwei Himmelhunde auf dem Weg zur Hölle und Moonraker. Erschien ursprünglich als "Verdammt, wer macht die Kiste auf?" (Condor, 4) & "Bärenstark – diese Jungs sind eisenhart!" (Condor Neutextung, 162) |
| 9    | Magín el Mago                      | 1971 | 9    | Fauler Zauber mit den Augen         | Bietet das erste Mal in einem Band ein Kapitel, wo Clever und Smart nicht selber zu Schaden kommen und – wenn auch nur unwissentlich – ausschließlich ihrem Gegenspieler Schaden zufügen. Erschien ursprünglich als "Fauler Zauber mit den Augen" (Condor, 5) & "Horror und Schreck – ein Man in Black!" (Condor Neutextung 163) |
| 10   | ¡A la caza del cuadro!             | 1971 | 10   | Sag' mir wo die Bilder sind         | Nach einem Cameo in einem Panel im ersten Band gibt es hier den ersten echten Auftritt von Benni Blindflug, bei dem alle Folgen seiner Sehschwäche gezeigt werden (zu Freds und Jeffs Schaden). Erschien ursprünglich als "Sag' mir wo die Bilder sind" (Condor, 6) & "Das Leben geht weiter – auch ohne Leiter!" (Condor Neutextung, 165) |
| 11   | Los inventos del profesor Bacterio | 1972 | 11   | Die Erfindungen des Dr. Bakterius   | Der erste Band, in dem Clever und Smart eine ganze Reihe von Bakterius' Erfindungen testen müssen. Den Gag mit dem benzinbetriebenen Aufzug hat Ibáñez direkt aus Gaston übernommen. Die Killerkrabben am Ende spielen auf ein altes Filmklischee an. Erschien ursprünglich als "Einer legt den Anderen rein!" (Condor, 10) |
| 12   | Gatolandia 76                      | 1972 |      |                                     | Der Band dreht sich um die Olympischen Spiele. Kurioserweise aber in einem fiktiven Land und vier Jahre später. Warum diese Entscheidung getroffen wurde, ist unklar. Erschien bei Condor als ein Sonderband und nicht als reguläre Ausgabe. Carlsen ließ diesen Band aus. Erschien ursprünglich als "Jetzt wird’s hart – Wir sind am Start!" (Condor) |
| 13   | Operación ¡bomba!                  | 1972 | 12   | Eine Bombe für den Boss             | Dies ist der erste Band, in dem Ibáñez persönlich einen Auftritt hat. Im Original taucht zwei Mal das Lied Amanece vom Eurovision Contest 1972 auf. Bei der Carlsen-Ausgabe fehlt auf dem Titelbild der Hintergrund. Erschien ursprünglich als "Eine Bombe für den Boss!" (Condor, 13) |
| 14   | Los diamantes de la gran duquesa   | 1972 | 13   | Die Diamanten der Großherzogin      | Für die Szenen, wo Jeff den Fuß im Gips hat, nahm Ibáñez wohl die Spirou-und-Fantasio-Geschichte Der Plan des Zyklotrop als Vorbild, wo Fantasio mit seinem Gipsfuß auch Missgeschicke passieren. Erschien ursprünglich als "Nanu, wo ist denn die Million?" (Condor, 14) |
| 15   | El otro "yo" del profesor Bacterio | 1973 | 14   | Wir sind die Retter der Nation      | Der zentrale Punkt der Geschichte, dass Bakterius durch ein neues Medikament sein "anderes Ich" zum Vorschein bringt, ist eine deutliche Anlehnung an die Geschichte Dr. Jekyll und Mr. Hyde. Erschien ursprünglich als "Wir sind die Retter der Nation!" (Condor, 16) & "Jungs bleibt locker – hier kommt der Schocker!"(Condor Neutextung, 164) |
| 16   | Los monstruos                      | 1973 | 15   | Lass das sein, Frankenstein!        | In dieser Geschichte ist der zentrale Punkt, dass alle auftauchenden Monster nur verkleidete Verbrecher sind. Sehr offensichtlich hatte Ibáñez sich hier Scooby Doo als Vorbild genommen, wo dies fester Bestandteil aller Folgen ist. Erschien ursprünglich als "Lass das sein, Frankenstein!" (Condor, 25) & "Voll der Schocker – da sind alle Schrauben locker!" (Condor Neutextung, 176) |
| 17   | El elixir de la vida               | 1973 | 16   | Nicht doch, Herr Professor!         | Die des Öfteren in diesem Band auftauchenden Kaktuswitze (insbesondere der zu Leben erwachte Kaktus) könnten auf den in dieser Zeit auftauchenden Riesenkaktus in Gaston anspielen. Ibáñez war zu der Zeit bekannt dafür, Gags bei Franquin abzuschauen. Erschien ursprünglich als "Nicht doch, Herr Professor!" (Condor, 18) |
| 18   | El circo                           | 1973 | 17   | Die Nächste Nummer ohne Netz        | Ein Running-Gag, welcher sich durch den gesamten Band zieht, ist, dass Clever & Smart durch ihre Tölpeligkeit den Zirkus nach und nach zerlegen, und jede neue Katastrophe per Plakat bekanntgegeben wird. Erschien ursprünglich als "Die Nächste Nummer ohne Netz" (Condor, 19) & "Nichts als Kummer … mit der Nummer!" (Condor Neutextung, 171) |
| 19   | El antídoto                        | 1973 | 18   | Ein Gegengift für Mister L          | Ab diesem Album wurden in der Fassung von Condor reimende Titel verwendet. Die gesamte Handlung ist eine Persiflage auf den verbreiteten Plot, dass für ein sehr wichtiges Medikament eine Pflanze aus einem entfernten Land gefunden werden muss. Erschien ursprünglich als "Gefahr erkannt – davon-gerannt" (Condor, 20) & "Die Wahnsinnstat im … (Schluck!) Schurkenstaat!" (Condor Neutextung, 172) |
| 20   | Los invasores                      | 1974 | 19   | Krawall aus dem All                 | Der Gag, dass das Speichengestell eines Regenschirms wie eine Spinne läuft (von Fred und Jeff für einen Außerirdischen gehalten), wurde aus einem Gag aus Gaston entliehen. Erschien ursprünglich als "Zurück ins All, sonst gibt’s Krawall!" (Condor, 21) & "Frisch aus dem All …? Voll unser Fall!" (Condor Neutextung, 167) |
| 21   | Los cacharros majaretas            | 1974 | 20   | Karren, Kähne, Katastrophen         | Dass Bakterius seinen Senkrechtstarter anpreist ist Teil des Witzes, da Senkrechtstarter schon lange bekannt und mit dem Sea Harrier einer seit 1966 auch im militärischen Einsatz war. Erschien ursprünglich als "Jeder Test, ein Teufelsfest!" (Condor, 22) & "Das ist ackern pur – auf die Ochsentour!" (Condor Neutextung, 166) |
| 22   | ¡A las Armas!                      | 1974 | 21   | Heiße Eisen – Kalte Füße            | Anders als in zukünftigen Bänden sind die hier getesteten Waffen nicht Erfindungen von Bakterius (er wird nicht einmal erwähnt). Die neue Kolorierung ist aus unbekannten Gründen sehr schlecht. Erschien ursprünglich als "Heiße Eisen – Kalte Füße!" (Condor, 23) |
| 23   | El plano de Alí-gusa-no            | 1974 | 22   | Wir haben (k)einen Plan!            | Vorbild ist hier eindeutig eine Geschichte aus Benni Bärenstark, bei der ebenfalls ein Vertrag über ein wertloses Stück Wüste in Teile gerissen wurde, und sich später dort Erdöl findet. Die Carlsen-Ausgabe nutzt das Titelbild einer Neuauflage. Durch das deutsche Design der Alben fehlt die Signatur (sie ist außerhalb des Rahmens) von Ibañez auf dem Cover. Erschien ursprünglich als "Ein Job, bei dem die Fetzen fliegen!" (Condor, 28) & "Panik, Entsetzen – hier fliegen die Fetzen!" (Condor Neutextung, 178) |
| 24   | Pánico en el zoo                   | 1975 | 23   | Einfach tierisch, dieser Job        | Das Thema dieser Geschichte, mit veränderten Tieren welche völlige andere Eigenschaften als ihre natürlichen besitzen, ähnelt stark dem Band Die Alphalt-Safari, nur dass hier Bakterius nicht für die ganze Sache verantwortlich ist. Erschien ursprünglich als "Einfach tierisch, dieser Job!" (Condor, 26) & "Echt AFFENGEIL – da bleibt KEIN Knochen heil!" (Condor Neutextung, 180) |
| 25   | Concurso oposición                 | 1975 | 24   | Voll ins Auge ist auch daneben      | Die Carlsen-Ausgabe nutzt das Titelbild einer Neuauflage und nicht das originale Cover. Erschien ursprünglich als "Dieser Schütze macht wohl Witze!" (Condor, 27) & "Voll der Treffer – das war echt Clever!" (Condor Neutextung, 177) |
| 26   | Los mercenarios                    | 1975 |      |                                     | Erschien ursprünglich als "Wir sind auf Zack und hauen ab!" (Condor, 31) & "Nun aber fix – sonst wird das nix!" (Condor Neutextung, 179) |
| 27   | Objetivo eliminar al "Rana"        | 1976 |      |                                     | Erschien ursprünglich als "Nichts wie ran, jetzt ist er dran!" (Condor, 33) |
| 28   | Misión de perros                   | 1976 |      |                                     | Erschien ursprünglich als "Hilfe, Leute – Hier kommt die Meute!" (Condor, 30) |
| 29   | Los secuestradores                 | 1976 |      |                                     | Erschien ursprünglich als "Wer uns vertraut, wird nicht beklaut!" (Condor, 29) & "Voll auf die Piste – und rein in die Kiste!" (Condor Neutextung, 181) |
| 30   | La gallina de los huevos de oro    | 1976 |      |                                     | Erschien ursprünglich als "Wir werden kühner – jetzt geht’s um Hühner!" (Condor, 34) |
| 31   | El caso del calcetín               | 1976 |      |                                     | Erschien ursprünglich als "Wir sind mal wieder von den Socken!" (Condor, 32) |
| 32   | El brujo                           | 1977 |      |                                     | Erschien ursprünglich als "Hokus-pokus, fidibus – der Magier kriegt 'nen Hexenschuss!" (Condor, 35) |
| 33   | ¡Soborno!                          | 1977 |      |                                     | Erschien ursprünglich als "… acht, neun, aus – Ringrichter raus!" (Condor, 36) |
| 34   | Los guardaespaldas                 | 1977 |      |                                     | Erschien ursprünglich als "Wir hau'n auf den Putz, zu Omas Schutz!" (Condor, 38) |
| 35   | Mundial 78                         | 1978 |      |                                     | Band um die Fußball-Weltmeisterschaft 1978 in Argentinien. Erschien bei Condor statt als regulärer Band als Sonderband. Erschien ursprünglich als "Fußball ist unser Leben – doch schießen wir auch mal daneben …!" (Condor) |
| 36   | Los gamberros                      | 1978 |      |                                     | Erster Auftritt von Fräulein Ophelia. Erschien ursprünglich als "Wir sind fixer als die Trixer!" (Condor, 42) & "Lieber kichern und gackern – statt schuften und ackern!" (Condor Neutextung, 184) |
| 37   | Contrabando                        | 1978 |      |                                     | Erschien ursprünglich als "Wir sind auf Zack und packen den Sack!" (Condor, 39) & "Stets auf Zack – und ab mit dem Sack!" (Condor Neutextung, 182) |
| 38   | La máquina de copiar gente         | 1978 |      |                                     | Erschien ursprünglich als "Wir sind die Fänger für Doppelgänger!" (Condor, 37) & "Kopiert, mutiert & abserviert!" (Condor Neutextung, 175) |
| 39   | Los "bomberos"                     | 1979 |      |                                     | Erschien ursprünglich als "Hochexplosiv – das geht doch schief!" (Condor, 40) & "Immer voll drauf – dieser Mann gibt nicht auf!" (Condor Neutextung, 183) |
| 40   | El transformador metabólico        | 1979 |      |                                     | Erschien ursprünglich als "Die Spritze her – der Fall ist schwer!" (Condor, 41) & "Ein guter Riecher … vertreibt noch keine Viecher!" (Condor Neutextung, 186) |
| 41   | ¡A por el niño!                    | 1979 |      |                                     | Ab diesem Band verwendet Ibáñez vier statt wie bislang fünf Streifen Panels pro Seite. Erschien ursprünglich als "Frech wie die Raben sind diese Knaben!" (Condor, 43) |
| 42   | La gente de Vicente                | 1979 |      |                                     | Erschien ursprünglich als "Jetzt gibt’s Hiebe für Gauner und Diebe!" (Condor, 44) & "Das haut aus dem Sitz – jetzt wird’s echt voll spitz!" (Condor Neutextung, 185) |
| 43   | Secuestro aéreo                    | 1979 |      |                                     | Erschien ursprünglich als "Jagt den Schuft auch in der Luft!" (Condor, 45) & "Reichlich Zoff nach dem Take-off!" (Condor Neutextung, 188) |

### 1980–1989
| Band | Spanischer Titel                  | Jahr | Band | Deutscher Titel | Bemerkungen |
| ---- | --------------------------------- | ---- | ---- | --------------- | --- |
| 44   | Moscú 80                          | 1980 |      |                 | Band um die Olympischen Spiele 1980 in Moskau, erschien bei Condor nicht regulär, sondern nur als Sonderband. Erschien ursprünglich als "He, Leonid – wir machen mit!" (Condor) |
| 45   | La elasticina                     | 1980 |      |                 | Der große Weichmacher spielt auf die Spirou-und-Fantasio-Geschichte Champignons für den Diktator an, wo mit dem Methomol auch ein Weichmacher vorkommt. Franquin war erklärtes Vorbild für Ibáñez. Die Condor-Ausgabe verwendet nicht das korrekte Titelbild. Erschien ursprünglich als "Wer darauf drückt, wird glatt verrückt!" (Condor, 46)                 |
| 46   | Kilociclos asesinos               | 1980 |      |                 | Erschien ursprünglich als "Harry Herz macht wieder Terz!" (Condor, 47) & "Stets voll daneben – hier tobt das Leben!" (Condor Neutextung, 190) |
| 47   | Ladrones de coches                | 1980 |      |                 | Erschien ursprünglich als "Wer Autos knackt, wird eingesackt!" (Condor, 48) |
| 48   | Lo que el viento se dejó          | 1980 |      |                 | Bei der Condor-Übersetzung gingen leider die vielen Wortspiele auf Vom Winde verweht verloren. Erschien ursprünglich als "Uns jagt die Meute der Bauersleute!" (Condor, 49) |
| 49   | La brigada bichera                | 1981 |      |                 | Erschien ursprünglich als "Keine Feier ohne Geier!" (Condor, 50) |
| 50   | Tete Cohete                       | 1981 |      |                 | Ibáñez nutzte diesen Band zur Einführung seiner Figur Rudi Rakete, welcher hier als Sohn von Freds Nachbarn gezeigt wird. Aufgrund positiver Resonanz folgte dann im Jahr darauf eine eigene Comicserie. Erschien ursprünglich als "Der kleine Rocker haut uns vom Hocker!" (Condor, 52)                                                                       |
| 51   | Mundial 82                        | 1981 |      |                 | Band rund um die Fußball-Weltmeisterschaft 1982 in Spanien, wurde bei Condor nur als Sonderband veröffentlicht. Erschien ursprünglich als "Völlig plemplem – diese WM!" (Condor) |
| 52   | El caso de los señores pequeñitos | 1981 |      |                 | Erschien ursprünglich als "Superklein ist gar nicht fein …!" (Condor, 54) & "Geil! Hier geht’s rund – voll Panik und Schwung!" (Condor Neutextung, 191) |
| 53   | En Alemania                       | 1982 |      |                 | Der Band wurde bei Condor zensiert: 3 Seiten wurden – ohne Genehmigung von Ibáñez – ummontiert und teilweise neu gezeichnet, um jeden Hinweis auf die Berliner Mauer zu tilgen, da das Thema 1982 zu brisant war. Erschien ursprünglich als "Das muss man feiern – wir sind in Bayern!" (Condor, 58)                                                           |
| 54   | Mundial 82 – Bis                  | 1982 |      |                 | Wurde 2006 als Sonderband neu aufgelegt, weil man die eigentliche Geschichte zur WM 2006 in Deutschland nicht ankaufen wollte. Erschien ursprünglich als "Ein Knall, ein Fall – wir sind am Ball!" (Condor, 66) & "TOOOOOOOOOOOOR! Wir holen den Titel!" (Condor)                                                                                              |
| 55   | Las criaturas de cera vivientes   | 1982 |      |                 | Bei den in der Geschichte zum Leben erweckten Wachsfiguren gibt es unter anderem Parodien auf Dr. Jekyll und Mr. Hyde, Dracula und das Ungeheuer von Loch Ness. Dieser Band ist nicht von Ibáñez. Erschien ursprünglich als "Schon wieder ein Depp aus dem Wachskabinett!" (Condor, 56) & "Wer hat voll Bock – auf Panik und Schock?" (Condor Neutextung, 192) |
| 56   | El balón catastrófico             | 1982 |      |                 | Erschien ursprünglich als "Der Wahnsinns-Fall mit dem irren Ball!" (Condor, 60) & "Hier bleibt nichts heil – echt rollergeil!" (Condor Neutextung, 197) |
| 57   | El caso de los párvulos           | 1982 |      |                 | Band ist nicht von Ibáñez. Erschien ursprünglich als "Aus alt macht jung – das gibt Stunk!" (Condor, 62) & "Live dabei: Ein Knall für Zwei!" (Condor Neutextung, 193) |
| 58   | Billy el "Horrendo"               | 1982 |      |                 | Erschien ursprünglich als "Wir sind Spitze mit der Spritze!" (Condor, 63) & "Jetzt aber flink – und rein das Ding!" (Condor Neutextung, 194) |
| 59   | Hay un traidor en la T.I.A.       | 1983 |      |                 | Erschien ursprünglich als "Verbohrt, verstört und abgehört …!" (Condor, 64) & "Bitte nicht stören – wir sind beim ABHÖREN!" (Condor Neutextung, 195) |
| 60   | El Bacilón                        | 1983 |      |                 | Erschien ursprünglich als "Besetzt, besetzt – umsonst gewetzt!" (Condor, 65) & "Platz da und so – und ab ins Klo!" (Condor Neutextung, 196) |
| 61   | El ascenso                        | 1983 |      |                 | Erschien ursprünglich als "Geht’s um Profit, zieht jeder mit!" (Condor, 67) & "Voll die Härte – der Job braucht viel Stärke!" (Condor Neutextung, 198) |
| 62   | La Estatua de la Libertad         | 1984 |      |                 | Erschien ursprünglich als "Mit ÄCHZ und ORKH quer durch New York!" (Condor, 70) & "Die geilsten Taten – wir sind in den Staaten!" (Condor Neutextung, 199) |
| 63   | Testigo de cargo                  | 1984 |      |                 | Bei Condor wurde dieser Band nicht in der eigentlichen Reihe, sondern bei Tom Tiger + Co veröffentlicht. Erschien ursprünglich als "Knapp daneben – so ist eben das Leben" (Condor, TTC 15) |
| 64   | Los Ángeles 84                    | 1984 |      |                 | Ein Band, der bei den Olympischen Spielen 1984 in Los Angeles spielt. Wurde bei Condor nur als Sonderband veröffentlicht. Erschien ursprünglich als "Der Job ist schwer – doch Gold muss her!" (Condor) |
| 65   | El cacao espacial                 | 1985 |      |                 | Die Hintergrundgeschichte spielt auf das SDI-Programm an. Ronald Reagan und Tschernenko haben Gastauftritte, wobei über ihr Alter und die kürzlichen Wechsel an der Sowjetspitze hergezogen wird. Erschien ursprünglich als "Nichts haut uns um im Vaku…um!" (Condor, 72)                                                                                      |
| 66   | Que viene el fisco                | 1985 |      |                 | Band ist nicht von Ibáñez. Erschien ursprünglich als "Hoch besteuert und leicht bescheuert!" (Condor, 74) & "Verflixt und verdammt – nix als Zoff mit dem Amt!" (Condor Neutextung, 200) |
| 67   | El preboste de seguridad          | 1985 |      |                 | Die Geschichte hat im Original 45 Seiten, was von Condor nicht beachtet wurde, so dass bei der Condor-Ausgabe eine Seite fehlt. Erschien ursprünglich als "Da kommt der Minister – und weg ist er!" (Condor, 77) & "Droht Ihnen Gefahr – wir sind für Sie da!" (Condor Neutextung, 202)                                                                        |
| 68   | El crecepelo infalible            | 1985 |      |                 | Band ist nicht von Ibáñez. Erschien ursprünglich als "Es wächst und wächst – wie verhext!" (Condor, 75) |
| 69   | El cochecito leré                 | 1985 |      |                 | Erschien bei Condor nur als Sonderband und nicht regulär. Erschien ursprünglich als "Mit verrückten Kisten auf irren Pisten!" (Condor) |
| 70   | A la caza del Chotta              | 1985 |      |                 | Band ist nicht von Ibáñez. Erschien ursprünglich als "Das dicke Ende kommt nach der Wende" (Condor, 76) & "Nichts für Zwerge – der Schrecken der Berge!" (Condor Neutextung, 201) |
| 71   | La secta del Zum-Bhao             | 1985 |      |                 | Band ist nicht von Ibáñez. Erschien ursprünglich als "Der neue Meister – Zum-Bhao heißt er!" (Condor, 78) |
| 72   | Simón el "Escurridizo"            | 1986 |      |                 | Band ist nicht von Ibáñez. Erschien ursprünglich als "Auf der Jagd nach Arturo Aalglatt" (Condor, Tb. 64) |
| 73   | El profesor Probeta contraataca   | 1986 |      |                 | Band ist nicht von Ibáñez. Erschien ursprünglich als "Chaos, Trümmer – und noch viel schlimmer!" (Condor, 81) |
| 74   | La médium Paquita                 | 1986 |      |                 | Band ist nicht von Ibáñez. Erschien ursprünglich als "Sie blickt voraus – uns zählt man aus!" (Condor, 82) |
| 75   | El Mundial de México              | 1987 |      |                 | Der Band behandelt die Fußball-Weltmeisterschaft 1986 in Mexiko. Er wurde bei Condor nur als Sonderband veröffentlicht. Band ist nicht von Ibáñez. Erschien ursprünglich als "Den Ball gehetzt … und weggefetzt!" (Condor) |
| 76   | El rayo transmutador              | 1987 |      |                 | Band ist nicht von Ibáñez. Erschien ursprünglich als "Hier wird gegeiert … und angemeiert!" (Condor, 83) & "Böse Falle … und voll die Kralle!" (Condor Neutextung, 203) |
| 77   | ¡Terroristas!                     | 1988 |      |                 | Erster Auftritt von Fräulein Tussy. Erschien ursprünglich als "Nichts wie ran – an den Camel-Mann!" (Condor, 86) |
| 78   | La banda de Matt'usalén           | 1987 |      |                 | Band ist nicht von Ibáñez. Erschien ursprünglich als "Das große Comeback von Methusalem Mac" (Condor, Tb. 65) |
| 79   | El lavador de cerebros            | 1987 |      |                 | Band ist nicht von Ibáñez. Erschien ursprünglich als "Los ihr Penner – Jagt den Renner!" (Condor, 85) & "Wahnsinn hoch drei – und wir stets dabei!" (Condor Neutextung, 204) |
| 80   | El huerto siniestro               | 1988 |      |                 | Erschien ursprünglich als "Voller Panik – quer durch die Botanik!" (Condor, 87) & "Ist ja echt krass – alles Bio oder was?" (Condor Neutextung, 205) |
| 81   | El estropicio meteorológico       | 1988 |      |                 | Erschien ursprünglich als "Das Wetter flippt aus – werft Petrus raus!" (Condor 88) & "Stets flott & fesch – trotz Klima-Crash!" (Condor Neutextung, 206) |
| 82   | La perra de las galaxias          | 1988 |      |                 | Erschien ursprünglich als "Schnüffel und Schnief – alles geht schief!" (Condor, 91) |
| 83   | Seúl 88                           | 1988 |      |                 | Band über die Olympischen Spiele 1988 in Seoul, wurde bei Condor nur als Sonderband veröffentlicht. Erschien ursprünglich als "Immer munter und flink – und hoch das Ding!" (Condor) |
| 84   | Los sobrinetes                    | 1988 |      |                 | Ibáñez steuerte wegen starker Überarbeitung, die ihn angegriffen hatte, nur den Text bei, die Zeichnungen kamen von Anderen. Weitere Bände dieses Musters sollten folgen. Erschien ursprünglich als "Die Panik ist groß – die Neffen sind los!" (Condor, 93) & "Klein, frech und gemein – das haut echt rein!" (Condor Neutextung, 210)                        |
| 85   | Los superpoderes                  | 1989 |      |                 | Nur der Text ist von Ibáñez, die Zeichnungen sind von Anderen. Erschien ursprünglich als "Schnallt euch an – wir powern ran!" (Condor, 90) & "Rums und Krach – und ab durchs Dach!" (Condor Neutextung, 208) |
| 86   | Las tacillas volantes             | 1989 |      |                 | Nur der Text ist von Ibáñez, die Zeichnungen sind von Anderen. Erschien ursprünglich als "Dreh dich nicht um – der Wurm giert rum!" (Condor, 94) |
| 87   | La cochinadita nuclear            | 1989 |      |                 | Nur der Text ist von Ibáñez, die Zeichnungen sind von Anderen. Erschien ursprünglich als "Radioaktiv – das geht wieder schief!" (Condor, 95) |
| 88   | Armas con bicho                   | 1989 |      |                 | Nur der Text ist von Ibáñez, die Zeichnungen sind von Anderen. Erschien ursprünglich als "Horror frei Haus – da rastet man aus!" (Condor, 96) |
| 89   | La maldición gitana               | 1989 |      |                 | Nur der Text ist von Ibáñez, die Zeichnungen sind von Anderen. Erschien ursprünglich als "Das wird ein Tanz – der Boss … mit Schwanz!" (Condor, 98) |
| 90   | El candidato                      | 1989 |      |                 | Nur der Text ist von Ibáñez, die Zeichnungen sind von Anderen. Erschien ursprünglich als "Die Wahl beginnt – ob der Boss gewinnt?" (Condor, 97) |
| 91   | La Gomeztroika                    | 1989 |      |                 | Nur der Text ist von Ibáñez, die Zeichnungen sind von Anderen. Erschien ursprünglich als "Schlurf und Latsch – gleich gibt es Knatsch!" (Condor, 99) |
| 92   | El ansia de poder                 | 1989 |      |                 | Bei Condor wurde das originale Cover dem Witz über 100-Ausgaben geopfert. Das Cover wurde später der spanischen Nr. 99 verpasst. Nur der Text ist von Ibáñez, die Zeichnungen sind von Anderen. Erschien ursprünglich als "WOW! Hundertmal – eine Jubelzahl!" (Condor, 100)                                                                                    |
| 93   | Va la T.I.A. y se pone al día     | 1989 |      |                 | Ab diesem Band baut Ibáñez Sprechblasen in die Titelbilder ein, d. h. sie sind ab diesem Band nicht mehr nachträgliche Bearbeitungen. Erschien ursprünglich als "Das längste Rohr – hat oft der größte Tor!" (Condor, 101) |

### 1990–1999
| Band | Spanischer Titel                | Jahr | Band | Deutscher Titel | Bemerkungen |
| ---- | ------------------------------- | ---- | ---- | --------------- | --- |
| 94   | El profeta Jeremías             | 1990 |      |                 | Ibáñez Name steht zwar darunter, aber er gab nur die Genehmigung, weder Text noch Zeichnungen sind von ihm. Erschien ursprünglich als "Echt Guru-geil – da bleibt keine Birne heil!" (Condor, 102) |
| 95   | El premio No-vel                | 1990 |      |                 | Erschien ursprünglich als "Jetzt wird’s eng – wir jagen Nasi Goreng!" (Condor, 103) |
| 96   | El rescate botarate             | 1990 |      |                 | Ibáñez Name steht zwar darunter, aber er gab nur die Genehmigung, weder Text noch Zeichnungen sind von ihm. Erschien ursprünglich als "Wir sind groß im Machen – von halben Sachen!" (Condor, 104) |
| 97   | El gran sarao                   | 1990 |      |                 | Ibáñez Name steht zwar darunter, aber er gab nur die Genehmigung, weder Text noch Zeichnungen sind von ihm. Erschien ursprünglich als "Hier steppt der Bär – und noch viel mehr!" (Condor, 106) |
| 98   | Los espantajomanes              | 1990 |      |                 | Ibáñez Name steht zwar darunter, aber er gab nur die Genehmigung, weder Text noch Zeichnungen sind von ihm. Erschien ursprünglich als "Getränke, Snacks und irre Gags!" (Condor, 105) |
| 99   | El inspector general            | 1990 |      |                 | Statt des originalen Covers, verwendet die Condor-Ausgabe das Cover der spanischen Nr. 92. Ibáñez Name steht zwar darunter, aber er gab nur die Genehmigung, weder Text noch Zeichnungen sind von ihm. Die starken Beschwerden über schlechte Qualität und sein verbesserter Zustand brachten ihn schließlich dazu, nach diesem Comic die Zügel wieder selber in die Hand zu nehmen. Erschien ursprünglich als "Das ist ja quasi – wie beim Stasi!" (Condor, 107) |
| 100  | El atasco de influencias        | 1990 |      |                 | Erschien ursprünglich als "Jetzt aber hopphopp – und ran an den Job!" (Condor, 108) |
| 101  | Los que volvieron de "Allá"     | 1991 |      |                 | Wäre logisch die spanische Nr. 82 gewesen, aber die Veröffentlichung in Spanien wurde aus unbekannten Gründen um Jahre verzögert. Condor veröffentlichte den Band schon 1988. Erschien ursprünglich als "Hier fliegen die Fetzen – uns packt des Entsetzen!" (Condor, 89) |
| 102  | La crisis del Golfo             | 1991 |      |                 | Erschien ursprünglich als "Allzeit bereit – und ständig breit …!" (Condor, 110) |
| 103  | Barcelona 92                    | 1991 |      |                 | In dem Band dreht sich alles um die Olympischen Spiele 1992 in Barcelona. Bei Condor wurde der Band nur als Sonderband veröffentlicht. Erschien ursprünglich als "Rekorde, Rekorde – Da tobt die Horde!" (Condor) |
| 104  | El caso del Señor-Probeta       | 1991 |      |                 | Erschien ursprünglich als "Je härter die Birne – desto weicher im Hirne" (Condor, 112) |
| 105  | La tergiversicina               | 1991 |      |                 | Erschien ursprünglich als "Stets auf der Piste – mit heißer Kiste!" (Condor, 114) |
| 106  | Las embajadas chifladas         | 1991 |      |                 | Erschien ursprünglich als "Du lieber Biber – was für'n Kaliber!" (Condor, 113) |
| 107  | El racista                      | 1991 |      |                 | Erschien ursprünglich als "Er ist fies und klein – und soooo gemein!" (Condor, 116) |
| 108  | El quinto centenario            | 1992 |      |                 | Erschien ursprünglich als "Mit viel Trara – die Entdecker sind da!" (Condor, 115) |
| 109  | El S.O.E.                       | 1992 |      |                 | Erschien ursprünglich als "Krank im Kopf – da hilft kein Tropf!" (Condor, 117) |
| 110  | El 35 aniversario               | 1992 |      |                 | Ein belangloser Hintergrundgag, bei dem ein Flugzeug in einem der Türme des World Trade Centers steckt, sorgte nach dem 11. September 2001 für Diskussionen, obwohl der Band 9 Jahre vorher entstand. Erschien ursprünglich als "Diese Dame – ist echte Sahne!" (Condor, 118) |
| 111  | El señor Todoquisque            | 1993 |      |                 | Erschien ursprünglich als "Jetzt neue Köpfe – statt alter Zöpfe!" (Condor, 119) |
| 112  | Maastricht … Jesús              | 1993 |      |                 | Erschien ursprünglich als "Jetzt kriegt Brüssel was auf den Rüssel!" (Condor, 120) |
| 113  | El nuevo cate                   | 1993 |      |                 | Erschien ursprünglich als "Aberglaube, Hexenkult – und wir sind schuld" (Condor, 121) |
| 114  | Robots bestiajos                | 1993 |      |                 | Erschien ursprünglich als "Mit Gier und Geifer – hoch die Greifer!" (Condor, 122) |
| 115  | Dinosaurios                     | 1993 |      |                 | Erschien ursprünglich als "Der Geifer trieft – der Dino schnieft!" (Condor, 125) |
| 116  | La ruta del yerbajo             | 1994 |      |                 | Erschien ursprünglich als "Uns tritt der Lurch – wir hängen durch!" (Condor, 126) |
| 117  | Clínicas antibirria             | 1994 |      |                 | Erschien ursprünglich als "Faltig und hässlich? Wir helfen verlässlich!" (Condor, 123) |
| 118  | Mundial 94                      | 1994 |      |                 | Der Band behandelt die Fußball-Weltmeisterschaft 1994 in den Vereinigten Staaten. Erschien ursprünglich als "Zwei irre Typen – als WM-Favoriten!" (Condor, 124) |
| 119  | El pinchazo telefónico          | 1994 |      |                 | Es werden viele Politiker der Zeit parodiert. Unter anderem haben hier Boris Jelzin, Bill Clinton, François Mitterrand, Prinz Charles und Francisco Ibáñez selber eine größere Rolle. Erschien ursprünglich als "Verrat, Verrat – am heißen Draht!" (Condor, 127) |
| 120  | ¡Pesadillaaa …!                 | 1994 |      |                 | Der zentrale Antagonist, ein dämonischer Untoter in den Träumen anderer, ist eine sehr offensichtliche Parodie auf Freddy Krueger aus der Nightmare on Elm Street-Horrorfilmreihe. Erschien ursprünglich als "Mordsmäßig gut – der Zombie mit Hut!" (Condor, 129) |
| 121  | Corrupción a mogollón           | 1994 |      |                 | Der hier als zentraler Gegenspieler agierende korrupte Polizeichef ist eine Karikatur auf Luis Roldán, den korrupten und kriminellen ersten Direktor der Guardia Civil, dessen Prozess 1994 Aufsehen erregte. Erschien ursprünglich als "Immer rein in den Sack – hier zockt jeder ab!" (Condor, 130) |
| 122  | Timazo al canto                 | 1995 |      |                 | Ibáñez parodiert in diesem Band die (zumindest seiner Meinung nach) erhöhte Anfälligkeit seiner spanischen Landsleute, auf billige Betrugsmaschen und Imitatware hereinzufallen. Erschien ursprünglich als "Blamiert, frustriert – voll angeschmiert!" (Condor, 128) |
| 123  | Animalada                       | 1995 |      |                 | Fred durchbricht hier die vierte Wand, indem er Ibáñez angreift, während dieser den Band zeichnet. Ibáñez rächt sich dann im Stil von Duck Amuck an Fred, indem er ihn in diverse peinliche Kostüme zeichnet. Erschien ursprünglich als "Hier geht’s tierisch ab – der macht alle platt!" (Condor, 132) |
| 124  | ¡Silencio, se rueda!            | 1995 |      |                 | Themenbedingt gibt es hier viele Parodien, u.A. auf Charlie Chaplin, Laurel und Hardy, King Kong, Tarzan, John Wayne, Dracula, Frankenstein, Superman, Batman, Spiderman und Rambo. Erschien ursprünglich als "Autsch, verflucht – Hollywood ruft!" (Condor, 133) |
| 125  | El disfraz, cosa falaz          | 1995 |      |                 | Erschien ursprünglich als "Mann-o-mann – da rollt er an!" (Condor, 135) |
| 126  | 20.000 leguas de viaje sibilino | 1996 |      |                 | Erschien ursprünglich als "Voll auf die Glocke – das haut von der Socke!" (Condor, 131) |
| 127  | La prensa cardiovascular        | 1996 |      |                 | Erschien ursprünglich als "Das macht uns wild – in Wort und BILD!" (Condor, 136) |
| 128  | El jurado popular               | 1996 |      |                 | Erschien ursprünglich als "Trali, trala – Justitia!" (Condor, 138) |
| 129  | El ángel de la guarda           | 1996 |      |                 | Erschien ursprünglich als "Ab durch die Mitte – hier kommt’s knüppeldicke!" (Condor, 137) |
| 130  | Atlanta 96                      | 1996 |      |                 | Hier geht es um die Olympischen Spiele 1996 in Atlanta. Der Band erschien bei Condor nur als Sonderband. Erschien ursprünglich als "Das Chaos ist groß – Atlanta ist los!" (Condor) |
| 131  | 100 años de cómic               | 1996 |      |                 | Erschien ursprünglich als "Stets auf Zack – auch huckepack!" (Condor, 139) |
| 132  | Expediente J                    | 1996 |      |                 | Bei dem Effekt des letzten Viren-UFOs, welches Leute in ihre einzelnen Körperteile zerfallen lässt, wurde Ibáñez ganz offenkundig von der letzten Szene aus dem Film Der Tod steht ihr gut inspiriert. Erschien ursprünglich als "Der Größen-Killer – Viren-Thriller!" (Condor, 140) |
| 133  | El trastomóvil                  | 1997 |      |                 | Erschien ursprünglich als "Handys sind toll – wir labern uns voll!" (Condor, 141) |
| 134  | ¡Desastre!                      | 1997 |      |                 | Erschien ursprünglich als "Es donnert im Schlot – Alarmstufe rot!" (Condor, 142) |
| 135  | ¡Bye bye, Hong Kong!            | 1997 |      |                 | Erschien bei Condor nur als Sonderband und nicht in der regulären Serie. Hat die Rückgabe von Hong Kong an China zum Thema, und viele Politiker der Zeit (z. B. Helmut Kohl und Boris Jelzin) treten auf. Erschien ursprünglich als "Zulück an China? Ist doch plima!" (Condor) |
| 136  | Esos kilitos malditos           | 1997 |      |                 | Erschien ursprünglich als "Hier geht’s rund – volles Pfund!" (Condor, 144) |
| 137  | Los verdes                      | 1997 |      |                 | Erschien ursprünglich als "Hoch den Rüssel – hau rein in die Schüssel!" (Condor, 145) |
| 138  | Las vacas chaladas              | 1997 |      |                 | Ibáñez nimmt in diesem Band sehr überspitzt die in den 90ern besonders in Großbritannien unter Kühen verbreitete Krankheit von Rinderwahn aufs Korn – nur dass hier Bakterius daran Schuld ist. Erschien ursprünglich als "Das liebe Vieh – spinnt wie noch nie!" (Condor, 147) |
| 139  | Mundial 98                      | 1998 |      |                 | Der Band hat die Fußball-Weltmeisterschaft 1998 in Frankreich zum Thema und die Spieler wollen Clever & Smart fernhalten. Erschien bei Condor nur als Sonderband. Der übergewichtige Torwart ist eine Karikatur von Condor-Chefredakteur Wolfgang Biehler. Erschien ursprünglich als "Baller und Kreisch – Wir sind bei der WM in Fronkreisch!" (Condor) |
| 140  | La Banda de los Guiris          | 1998 |      |                 | Ibáñez greift hier tief in die Mottenkiste der nationalen (oder auch schon leicht rassistischen) Klischees, um die Bandenmitglieder darzustellen. Der verstörende Effekt ist dabei gewollt. Erschien ursprünglich als "Schwitz und Krampf – jetzt machen wir Dampf!" (Condor, 146) |
| 141  | Su vida privada                 | 1998 |      |                 | Erschien ursprünglich als "Löwenstark – diese Typen privat!" (Condor, 149) |
| 142  | ¡Deportes de espanto!           | 1998 |      |                 | Erschien ursprünglich als "Spitz auf fun – Dann nichts wie ran!" (Condor, 150) |
| 143  | El espeluznante doctor Bíchez   | 1998 |      |                 | Erschien ursprünglich als "Je größer die Dinger – desto herber die Schwinger" (Condor, 152) |
| 144  | El Oscar del Moro               | 1999 |      |                 | Es wird in Erinnerung gebracht, wie Fred durch Bakterius seine Haare verlor. Neben einem kurzen Gag über das Klonschaf Dolly wird u.A auch das Märchen von Froschkönig parodiert. Erschien ursprünglich als "Jungs, bleibt cool – Das haut vom Stuhl!" (Condor, 151) |
| 145  | ¡La Maldita Maquinita!          | 1999 |      |                 | Der Band ist eine Fortsetzung von Band 7, Immer rein in die Maschine! und der Tauschomat von Bakterius (die besagte Maschine) richtet noch mehr Unheil an als letztes Mal. Erschien ursprünglich als "Der letzte Brüller – ein Safari-Knüller!" (Condor, 153) |
| 146  | El Tirano                       | 1999 |      |                 | Erschien ursprünglich als "Hier wird gegiert – und abserviert!" (Condor, 154) |
| 147  | La M.I.E.R.                     | 1999 |      |                 | Erschien ursprünglich als "Mit Donnerknall – ab ins All!" (Condor, 155) |
| 148  | Impeachment!                    | 1999 |      |                 | Erschien ursprünglich als "Bist du mal down – wir machen den Clown!" (Condor, 156) |
| 149  | De los ochenta p'arriba …       | 1999 |      |                 | Erschien ursprünglich als "Lachen satt – uns Opa dreht jetzt total ab!" (Condor, 157) |
| 150  | Siglo XX, ¡qué progreso!        | 1999 |      |                 | Erschien ursprünglich als "Der Jahrhundert-Kracher für Mega-Lacher!" (Condor, 158) |

### 2000–2009
| Band | Spanischer Titel             | Jahr | Band | Deutscher Titel                                | Bemerkungen |
| ---- | ---------------------------- | ---- | ---- | ---------------------------------------------- | --- |
| 151  | Sydney 2000                  | 2000 |      |                                                | Alles dreht sich um die Olympischen Sommerspiele 2000 in Sydney. Band ist bei Condor nur als Sonderband erschienen. Erschien ursprünglich als "Die Spiele sind geil – kein Knochen bleibt heil!" (Condor)                                                                                           |
| 152  | La Vuelta                    | 2000 |      |                                                | Erschien ursprünglich als "Immer voll Dampf – auch mit Wadenkrampf!" (Condor, 159) |
| 153  | La sirenita                  | 2000 |      |                                                | Eine Besonderheit dieser Geschichte ist, dass sie komplett als Dankesbrief von Ibáñez an die Stadt Kopenhagen erstellt wurde. In ihr spielt die zum Leben erwachte Statue der Kleinen Meerjungfrau eine zentrale Rolle. Erschien ursprünglich als "Die Erde bebt – das Denkmal lebt!" (Condor, 160) |
| 154  | Fórmula Uno                  | 2000 |      |                                                | Der Band entstand in Folge des Formel-1-Booms Ende der 90er und rechnet dabei gnadenlos mit dem Rennsport ab. Auch die Überhöhung des Automobils im Alltag wird persifliert. Erschien ursprünglich als "Immer voll Gummi – voll wie Schumi …!!" (Condor, 161)                                       |
| 155  | La rehabilitación esa        | 2001 |      |                                                | Ibáñez überspitzt hier die Nachsichtigkeit und Unfähigkeit der Politik gegenüber der Kriminalität und den naiven Glauben, dass selbst die schlimmsten Verbrecher resozialisiert werden können. Erschien ursprünglich als "Eins ist gewiss – der Mann hat 'nen heißen Biss!" (Condor, 168)           |
| 156  | Los vikingos                 | 2001 |      |                                                | In typischer Ibáñez-Manie werden hier die Nachrichten über zunehmende Piratenangriffe auf gewissen Schiffsrouten in eine überspitzte Groteske verwandelt. Erschien ursprünglich als "Jetzt wird’s hart – auf Wikingerart!" (Condor, 169)                                                            |
| 157  | ¡Llegó el euro!              | 2001 |      |                                                | Parodiert die damals bevorstehende Einführung des Euro-Bargeldes im Jahr 2002. Erschien bei Condor nicht in der regulären Reihe, sondern nur als Sonderband. Erschien ursprünglich als "Der neueste Hit – Jetzt machen wir den EURO fit!" (Condor)                                                  |
| 158  | El ordenador … ¡Qué horror!  | 2001 |      |                                                | Erschien ursprünglich als "Die geilsten User – die coolsten Loser!" (Condor, 170) |
| 159  | ¡Okupas!                     | 2002 |      |                                                | Erschien ursprünglich als "Wo soll das nur enden … mit den eigenen vier Wänden!" (Condor, 173) |
| 160  | Mundial 2002                 | 2002 |      |                                                | Der Band behandelt die Fußball-Weltmeisterschaft 2002 in Japan und Südkorea. In Deutschland nicht erschienen. |
| 161  | ¡Misión Triunfo!             | 2002 |      |                                                | Letzter aktueller regulär in Deutschland bei Condor erschienener Band. Danach wurden nur noch Neuauflagen älterer Bände hergestellt. Der Band parodiert die damals aufkommenden Casting- und Talentshows. Erschien ursprünglich als "Ein Albtraum wird wahr – wir als SUPERSTAR!" (Condor, 174)     |
| 162  | ¡El estrellato!              | 2002 |      |                                                | Band ist in Deutschland nicht erschienen. |
| 163  | ¡Mascotas!                   | 2003 |      |                                                | Band ist in Deutschland nicht erschienen. |
| 164  | Parque de atracciones        | 2003 | S13  | Sabotage im Freizeitpark                       | Erschien 2022 bei Carlsen als Sonderband. Das Besondere ist, dass zwar viele Unglücke passieren, Clever & Smart aber ihre Mission ohne Unterbrechung fortsetzen. Auf dem Titelbild hält Fred zudem eine Persiflage auf Disneys gefloppten Handwich-Snack in der Hand.                               |
| 165  | El UVA                       | 2003 |      |                                                | Band ist in Deutschland nicht erschienen. |
| 166  | ¡Rapto tremendo!             | 2004 | S3   | Oh Schreck, der Zeichner ist weg!              | Erschien 2019 bei Carlsen als Sonderband. Dass die Entführung von Ibáñez zentraler Teil der Handlung ist, lässt die 4. Wand hinfällig werden. Im Original wird der Verlag Ediciones B persifliert, was auf Deutsch natürlich zum Carlsen Verlag wird.                                               |
| 167  | Atenas 2004                  | 2004 |      |                                                | Der Band behandelt die Olympischen Spiele 2004 in Athen und ist in Deutschland nicht erschienen. |
| 168  | El Señor de los Ladrillos    | 2004 |      |                                                | Band ist in Deutschland nicht erschienen. |
| 169  | Mortadelo de la Mancha       | 2005 | S5   | Don Clever – Ritter von der komischen Gestalt! | Erschien 2020 bei Carlsen als Sonderband. Der gesamte Band ist eine Persiflage auf Don Quijote, wobei Fred den Ritter von trauriger Gestalt spielt, während Jeff die Rolle vom Helfer Sancho Pansa übernimmt.                                                                                       |
| 170  | Prohibido fumar              | 2005 | S15  | Rauchen Verboten!                              | Erschien 2023 bei Carlsen als Sonderband. 2005 beschloss die spanische Regierung ein strenges Anti-Raucher-Gesetz, was Ibáñez offenkundig nicht passte, daher dieser Band. Clever & Smart schaffen es diesmal, ihre Mission erfolgreich abzuschließen.                                              |
| 171  | ¡El carnet al punto!         | 2005 |      |                                                | Band ist in Deutschland nicht erschienen. |
| 172  | El Kamikaze Regúlez          | 2006 | S27  | Freiflug für Seuchenvögel                      | Erscheint 2026 bei Carlsen als Sonderband. |
| 173  | Mundial 2006                 | 2006 |      |                                                | Der Band erschien nie in Deutschland, stattdessen wurde ein älterer Fußballband für die Fußball-Weltmeisterschaft 2006 im eigenen Land unter neuen Titel aufgelegt. |
| 174  | ¡Bajo el bramido del trueno! | 2006 |      |                                                | Band ist in Deutschland nicht erschienen. |
| 175  | El dopaje … ¡Qué potaje!     | 2007 | S21  | Frisch gedopt geht alles besser!               | Erschien 2024 bei Carlsen als Sonderband. Diese Geschichte entstand als beißende Reaktion auf die schiere Welle von Sport-Dopingskandalen 2006/2007, die mit der Dopingaffäre Team Telekom einen von mehreren Höhepunkten fand.                                                                     |
| 176  | Euro Basket 2007             | 2007 |      |                                                | In dem Band dreht sich alles um die Basketball-Europameisterschaft 2007 in Spanien. Der Band ist in Deutschland nicht erschienen. |
| 177  | ¡ … Y van 50 tacos!          | 2007 |      |                                                | Band ist in Deutschland nicht erschienen. |
| 178  | ¡Venganza cincuentona!       | 2008 |      |                                                | Band ist in Deutschland nicht erschienen. |
| 179  | ¡El Dos de Mayo!             | 2008 |      |                                                | Band ist in Deutschland nicht erschienen. |
| 180  | Pekín 2008                   | 2008 |      |                                                | Der Band behandelt die Olympischen Spiele 2008 in Peking und ist in Deutschland nicht erschienen. |
| 181  | Gasolina … ¡la ruina!        | 2008 | S16  | Das Benzin ist unser Ruin                      | Erschien 2023 bei Carlsen als Sonderband. Hintergrund ist, dass 2008 die Benzinpreise sehr stark stiegen und es in Spanien Blockaden durch LKW-Fahrer gab. Das wurde hier überspitzt verarbeitet.                                                                                                   |
| 182  | ¡En la Luna!                 | 2009 | S8   | Tritte auf dem Mond                            | Erschien 2021 bei Carlsen als Sonderband. Die Verschwörungstheorie, dass die Mondlandungen nur eine inszenierte Lüge sind, wird aufs Korn genommen. Barack Obama hat am Ende einen Gastauftritt. |
| 183  | ¡Por Isis, llegó la crisis!  | 2009 |      |                                                | Band ist in Deutschland nicht erschienen. |
| 184  | Nuestro antepasado, El Mico  | 2009 | S22  | Die lieben Verwandten                          | Erschien 2024 bei Carlsen als Sonderband. In dieser Geschichte schlachtet Ibáñez den weit verbreiteten Irrtum, dass der Mensch vom Affen abstamme, völlig aus. Auch hat Cleo von den Trixern hier einen kurzen Gastauftritt.                                                                        |

### 2010–2019
| Band | Spanischer Titel                | Jahr | Band | Deutscher Titel                     | Bemerkungen |
| ---- | ------------------------------- | ---- | ---- | ----------------------------------- | --- |
| 185  | La gripe "U"                    | 2010 | S14  | Die V-Grippe                        | Erschien 2022 bei Carlsen als Sonderband. Anders als bei den meisten Abenteuern schaffen Clever & Smart es hier, ihren Auftrag (wenn auch mehr durch Zufall) erfolgreich abzuschließen. |
| 186  | Mundial 2010                    | 2010 |      |                                     | Der Band behandelt die Fußball-Weltmeisterschaft 2010 in Südafrika und ist in Deutschland nicht erschienen. |
| 187  | Marrullería en la alcaldía      | 2010 |      |                                     | Band ist in Deutschland nicht erschienen. |
| 188  | Chernobil, ¡qué cuchitril!      | 2011 |      |                                     | Band ist in Deutschland nicht erschienen. |
| 189  | ¡A reciclar se ha dicho!        | 2011 |      |                                     | Band ist in Deutschland nicht erschienen. |
| 190  | Jubilación … ¡a los noventa!    | 2011 |      |                                     | Band ist in Deutschland nicht erschienen. |
| 191  | La bombilla … ¡chao, chiquilla! | 2012 |      |                                     | Band ist in Deutschland nicht erschienen. |
| 192  | Londres 2012                    | 2012 |      |                                     | Der Band behandelt die Olympischen Spiele 2012 in London und ist in Deutschland nicht erschienen. |
| 193  | ¡Espías!                        | 2012 | S23  | Flop secret!                        | Erschien 2025 bei Carlsen als Sonderband. In dem Band befinden sich diverse kleinere Anspielungen. Die bekannteste ist am Ende, als Mister L viereckige Eier präsentiert, welche auf die Donald-Duck-Geschichte 'Im Land der viereckigen Eier" anspielt. Der Band wurde ursprünglich als "Chaos Undercover" angekündigt. |
| 194  | El coche eléctrico              | 2013 | S17  | Voll unter Strom                    | Erschien 2023 bei Carlsen als Sonderband. Zur Zeit der Entstehung dieser Geschichte herrschte viel Diskussion über die Verbreitung von Elektroautos. Dass diese zu der Zeit noch nicht ernst genommen wurden, zeigt Ibáñez hier.                                                                                         |
| 195  | ¡Broommm!                       | 2013 | S20  | Operation Bleifuß                   | Erschien 2024 bei Carlsen als Sonderband. Ähnlichkeiten mit Band 154 sind nicht von der Hand zu weisen, nur dass hier statt der Formel 1 aufgrund gestiegener Popularität zur Entstehungszeit nunmehr Renn-Motorräder im Zentrum der Handlung stehen.                                                                    |
| 196  | La litrona … ¡vaya mona!        | 2013 |      |                                     | Band ist in Deutschland nicht erschienen. |
| 197  | Mundial 2014                    | 2014 |      |                                     | Der Band behandelt die Fußball-Weltmeisterschaft 2014 in Brasilien und ist in Deutschland nicht erschienen. |
| 198  | ¡Tijeretazo!                    | 2014 |      |                                     | Band ist in Deutschland nicht erschienen. |
| 199  | Contra Jimmy el "Cachondo"      | 2014 | S26  | Die Rache des Entnervten            | Erscheint 2025 bei Carlsen als Sonderband. |
| 200  | ¡Miseria, la Bacteria!          | 2015 | S9   | Frau Bakterius' höllischer Haushalt | Erschien 2021 bei Carlsen als Sonderband. Dass die erste Seite des Bandes absolut nichts mit der Geschichte zu tun hat, ist ein klassischer Gag. Dies hat Ähnlichkeit mit einer DVD-Auflage von Die Ritter der Kokosnuß, wo vorher der Lehrfilm Dentist on the Job gezeigt wird.                                         |
| 201  | El Tesorero                     | 2015 | S24  | Jäger des verlorenen Schatzmeisters | Erschien 2025 bei Carlsen als Sonderband. Der korrupte und rüde Schatzmeister ist eine Karikatur von Luis Bárcenas, damals Schatzmeister der Partido Popular, welcher 2013 in eine schweren Korruptionsskandal verwickelt war. Der Band ist eine Reflexion auf den Skandal.                                              |
| 202  | Sueldecitos más bien bajitos …  | 2015 | S18  | Für eine Handvoll Kleingeld         | Erschien 2023 bei Carlsen als Sonderband. In den Jahren 2014/2015 hatte Spanien mit einer Rekordarbeitslosigkeit zu kämpfen. Die gesellschaftlichen Verwerfungen, wo viele jede mögliche Arbeit nahmen, wurden hier humoristisch verarbeitet.                                                                            |
| 203  | ¡Elecciones!                    | 2015 | S25  | Die Qualen der Wahlen               | Erschien 2025 bei Carlsen als Sonderband. Ibáñez persifliert hier die Parlamentswahl in Spanien 2015, in der die Parteien Podemos und Ciudadanos aufstiegen und das Parteiensystem zersplitterten. Auf dem Titelbild wird Mariano Rajoy karikiert.                                                                       |
| 204  | Río 2016                        | 2016 |      |                                     | Der Band behandelt die Olympischen Spiele 2016 in Rio de Janeiro und ist in Deutschland nicht erschienen. |
| 205  | ¡El capo se escapa!             | 2016 |      |                                     | Band ist in Deutschland nicht erschienen. |
| 206  | Drones Matones                  | 2017 | S19  | Wenn die Drohnen dröhnen            | Erschien 2024 bei Carlsen als Sonderband. Die kommerzielle Verbreitung von Drohnen ab 2015 wird gekonnt ins Lächerliche gezogen. Die Art, wie Donald Trump - selbst für Ibáñez-Verhältnisse - dargestellt wird, zeugt, dass Ibáñez von ihm besonders wenig hielt.                                                        |
| 207  | El 60º Aniversario              | 2017 | S1   | Der 60. Geburtstag!                 | Erschien 2018 bei Carlsen als Sonderband. In dem Band wird sehr oft auf das Alter der Serie angespielt und die Charaktere haben Gebrechen, die selbst für Leute mit 60 Jahren völlig übertrieben dargestellt sind. |
| 208  | Mundial 2018                    | 2017 |      |                                     | Der Band wurde schon 2017 fertiggestellt, wurde aber erst 2018 in Verbindung mit der Fußball-Weltmeisterschaft in Russland veröffentlicht. Band ist in Deutschland nicht erschienen. |
| 209  | Por el Olimpo ese               | 2018 | S2   | Und ewig heulen die Zentauren       | Erschien 2019 bei Carlsen als Sonderband. Unter anderem werden hier die Mythen von den Zentauren, den Sirenen, Pan und den Zyklopen durch Übertreibungen im Verhalten der Verwandlungsopfer persifliert. |
| 210  | Urgencias del Hospital… ¡Fatal! | 2018 | S7   | Hospital Fatal                      | Erschien 2021 bei Carlsen als Sonderband. Ibáñez parodiert hier das notorisch ineffiziente Gesundheitswesen von Spanien. Neben Benni Blindflug haben hier auch Otto und Walter aus Mein Gott, Walter! eine größere Rolle.                                                                                                |
| 211  | Da Vinci, el Pintamona… Lisa    | 2019 | S4   | Malen mit Qualen                    | Erschien 2020 bei Carlsen als Sonderband. Diese Geschichte entstand zu Ehren von Leonardo da Vinci in dessen 500. Todesjahr. Fred spricht hier während seiner veränderten Phase immer mit einem völlig überzogenen italienischen Akzent.                                                                                 |
| 212  | Mundial de Baloncesto 2019      | 2019 |      |                                     | Hier wird die Basketball-Weltmeisterschaft 2019 in China zentraler Mittelpunkt sein. Band ist in Deutschland nicht erschienen. |
| 213  | ¡Felices fiestaaas!             | 2019 | S6   | Frohe Feiertaaaage                  | Erschien 2020 bei Carlsen als Sonderband. Anders als im Titel suggeriert, werden hier diverse Feiertage persifliert. Der "Tag der Unschuldigen" am 28. Dezember entspricht in Spanien dem 1. April im Großteil der Welt als Tag der Streiche.                                                                            |

### 2020–2024
| Band | Spanischer Titel            | Jahr | Band | Deutscher Titel                     | Bemerkungen |
| ---- | --------------------------- | ---- | ---- | ----------------------------------- | --- |
| 214  | Tokio 2020                  | 2020 |      |                                     | Der Band behandelt die Olympischen Spiele 2020 in Tokio und ist in Deutschland nicht erschienen. |
| 215  | Misterio en el Hipermercado | 2020 | S12  | Alles muss raus – das irre Kaufhaus | Erschien 2022 bei Carlsen als Sonderband. Dieser Band sollte ursprünglich die spanische Nr. 206 sein, aber verschiedene Verzögerungen ließen ihn zu Nr. 215 werden. Dabei wurde auch der Titel geändert. |
| 216  | El cambio climático         | 2021 | S11  | Jetzt wird’s richtig heiß!          | Erschien 2022 bei Carlsen als Sonderband. Die Folgen des durch Menschen verursachten Klimawandels werden auf grotesk-überspitzte Weise ins Lächerliche gezogen. |
| 217  | Misión por España           | 2021 | S10  | Mission für Spanien!                | Erschien 2021 bei Carlsen als Sonderband. Clever & Smart reisen durch Spanien und neben vielen bekannten Gebäuden werden auch spanische Bräuche und Ereignisse, wie etwa die Stierhatz von Pamplona, gezeigt und persifliert. |
| 218  | La vuelta al mundo          | 2022 |      |                                     | Band ist in Deutschland nicht erschienen. |
| 219  | Mundial 2022                | 2022 |      |                                     | Der Band behandelt die Fußball-Weltmeisterschaft 2022 in Katar und ist in Deutschland nicht erschienen. |
| 220  | Mundial de Baloncesto 2023  | 2023 |      |                                     | Der Band behandelt die Basketball-Weltmeisterschaft 2023 auf den Philippinen und ist in Deutschland nicht erschienen. Außerdem ist der Band aufgrund Francisco Ibañez Tod der letzte von ihm. |
| 221  | Paris 2024                  | 2024 |      |                                     | Ibáñez hatte die Arbeit an diesem Band begonnen, starb aber in der Mitte des Entstehungsprozesses völlig unerwartet. 20 Seiten waren schon in Bleistift und mit Text erstellt, als dies passierte, so dass die Geschichte (wie Tim und die Alpha-Kunst) unvollendet bleiben wird und in diesem rudimentären Zustand veröffentlicht wurde. Er ist daher kein vollwertiger Band. |

### Alben außerhalb der Hauptreihe
Die folgenden Alben stellen Sonderfälle dar. Diese Alben wurden entweder von vornherein nicht als Teil der Hauptserie konzipiert, oder sind Sammlungen von Kurzgeschichten. Wichtig ist auch zu beachten, dass während einige Bände so auch in Spanien erschienen waren, andere Eigenkreationen des deutschen Condor-Verlags sind. Dies ist dann immer jeweils gekennzeichnet.
| Originaltitel                              | Jahr | Deutscher Titel                                              | Bemerkungen |
| ------------------------------------------ | ---- | ------------------------------------------------------------ | --- |
| La caza del caco                           | 1971 | So ein Mist, diese List (Condor, 17)                         | Enthält eine Reihe von Kurzgeschichten von Ibáñez, welche hier aber noch aufeinander aufbauen, was ansonsten für diese Serie eher ungewöhnlich ist. Dieser Band existiert so auch in Spanien.                                                                                                 |
| Agencia de información                     | 1971 | Immer ran an den Feind (Condor, 11)                          | Dieser Band enthält insgesamt neun verschiedene Kurzgeschichten, welche allesamt von Ibáñez gezeichnet wurden. Dieser Band existiert so auch in Spanien. |
| La historia de Mortadelo y Filemón         | 1971 | Ein Job bei dem man Haare lässt (Condor, 24)                 | Dieser Band enthält die Kurzgeschichten Chaos im Kinderzimmer, Kampf mit der Kartoffel, Jetzt geht’s um die Wurst, Weich in den Knochen, Immer auf die Kleinen und Nimm dir Zeit und nicht das Leben, welche allesamt von Ibáñez gezeichnet wurden. Dieser Band existiert so auch in Spanien. |
| Los agentes de la TIA                      | 1972 | Immer hinein ins Abenteuer (Condor, 12)                      | Dieser Band enthält die Kurzgeschichten Wer anderen eine Grube gräbt, Immer gut beschattet, Superfred schlägt zu, Lauter Schweinereien und Ein Fall mit Knall, welche allesamt von Ibáñez gezeichnet wurden. Dieser Band existiert so auch in Spanien.                                        |
| La Historia del Dinero                     | 1980 | Reichtum lockt – jetzt wird abgezockt! (Condor, 134)         | Nicht von Ibáñez erstellt, wurde dieses Album für die Bankunión-Bankengruppe als lustige Unterhaltung über Geld erstellt. Die Änderungen in der Condor-Fassung zu deutschem Geld sind eher schlecht gemacht.                                                                                  |
|                                            | 1981 | Wir bleiben am Ball – in jedem Fall! (Condor, 51)            | Enthält eine Reihe von Kurzgeschichten, welche nicht von Ibáñez erstellt wurden und in dieser Zusammensetzung nur in Deutschland erschienen. |
|                                            | 1981 | Also äährlich, dieser Job ist gefährlich (Condor, 53)        | Enthält eine Reihe von Kurzgeschichten, welche nicht von Ibáñez erstellt wurden und in dieser Zusammensetzung nur in Deutschland erschienen. |
|                                            | 1981 | Wir haben den Riecher, für haarige Viecher! (Condor, 55)     | Enthält eine Reihe von Kurzgeschichten, welche nicht von Ibáñez erstellt wurden und in dieser Zusammensetzung nur in Deutschland erschienen. |
|                                            | 1982 | Das grosse Ding, ist ganz schön link! (Condor, 57)           | Enthält eine Reihe von Kurzgeschichten, welche nicht von Ibáñez erstellt wurden und in dieser Zusammensetzung nur in Deutschland erschienen. |
|                                            | 1982 | Ogottogott – uns bleibt nur Schrott! (Condor, 59)            | Enthält eine Reihe von Kurzgeschichten, welche nicht von Ibáñez erstellt wurden und in dieser Zusammensetzung nur in Deutschland erschienen. |
|                                            | 1982 | Und wackelt die Wand – wir haben’s in der Hand! (Condor, 61) | Enthält eine Reihe von Kurzgeschichten, welche nicht von Ibáñez erstellt wurden und in dieser Zusammensetzung nur in Deutschland erschienen. |
|                                            | 1984 | Hosen runter – jetzt wird’s munter! (Condor, 68)             | Enthält eine Reihe von Kurzgeschichten, welche nicht von Ibáñez erstellt wurden und in dieser Zusammensetzung nur in Deutschland erschienen. |
|                                            | 1985 | So richtig spitz mit scharfem Witz! (Condor, 71)             | Enthält eine Reihe von Kurzgeschichten, welche nicht von Ibáñez erstellt wurden und in dieser Zusammensetzung nur in Deutschland erschienen. |
|                                            | 1985 | Das Chaos tobt – der Wahnsinn droht! (Condor, 73)            | Enthält eine Reihe von Kurzgeschichten, welche nicht von Ibáñez erstellt wurden und in dieser Zusammensetzung nur in Deutschland erschienen. |
|                                            | 1986 | Ein Unglücksrabe ist dieser Knabe! (Condor, 80)              | Enthält eine Reihe von Kurzgeschichten, welche nicht von Ibáñez erstellt wurden und in dieser Zusammensetzung nur in Deutschland erschienen. |
| Que no cunda el pánico… ¡tenemos trabajo!  | 1986 | Nur kein Gehetze – wir haben Arbeitsplätze! (Condor, 84)     | Diese Geschichte, welche nicht von Ibáñez erstellt wurde, wurde extra für den deutschen Markt erschaffen. Sie hat zwar einen spanischen Titel, erschien dort aber nie. |
| Monos con garrapatas… ¡y huidas por patas! | 1987 | Vom Affen gelaust und losgebraust…! (Condor, 79)             | Diese Geschichte, welche nicht von Ibáñez erstellt wurde, wurde extra für den deutschen Markt erschaffen. Sie hat zwar einen spanischen Titel, erschien dort aber nie. |
|                                            | 1988 | Der Schweiß der fließt – der Boss genießt! (Condor, 92)      | Enthält eine Reihe von Kurzgeschichten, welche nicht von Ibáñez erstellt wurden und in dieser Zusammensetzung nur in Deutschland erschienen. |
|                                            | 1991 | Oh Wunder der Lampe – das haut von der Rampe! (Condor, 111)  | Enthält die Kurzgeschichten Der absolute Größenwahn, Die Zeitung von Morgen, Die Zeitmaschine, Der Dicke aus Japan, Der Spur der Unterhose und Der Blindgänger. Erschien in dieser Zusammensetzung nur in Deutschland.                                                                        |

## Die Kurzgeschichten
Die Kurzgeschichten der Serie weisen in Spanien wie in Deutschland keine einheitliche Veröffentlichungsstrategie auf. In Deutschland wurden einige Kurzgeschichten von Ibáñez von Condor in den Bänden Immer ran an den Feind (11), Immer hinein ins Abenteuer (12), So ein Mist, diese List (17), Ein Job bei dem man Haare lässt (24) und Oh Wunder der Lampe – das haut von der Rampe! (111) veröffentlicht. Carlsen wiederum veröffentlichte viele der Kurzgeschichten 2020 in einem Sammelband. Alle anderen Bände mit Kurzgeschichten in Deutschland (siehe oben) enthalten nur Material, das nicht von Ibáñez stammt, und werden hier nicht weiter erwähnt.
Generell klammern wir die nicht von Ibáñez geschaffenen Kurzgeschichten hier aus, da diese in Spanien aus dem Verkehr gezogen wurden. Zur besseren Übersicht wird die Liste angesichts der Vielzahl der Kurzgeschichten unterteilt, wegen der ungleichmäßigen Veröffentlichung aber nicht in Jahrzehnte.

### 1969–1972
| Originaltitel                                | Jahr | Deutscher Titel                                                                                                  | Bemerkungen |
| -------------------------------------------- | ---- | --- | --- |
| La verdadera historia de Mortadelo y Filemón | 1969 | Chaos im Kinderzimmer (Condor, 24) Die wahre Geschichte von Clever & Smart (Carlsen, Sammelband)                 | Enthält die fiktionale Biographie der beiden Protagonisten. Hier wird gezeigt, wie Bakterius den Verlust von Freds Haaren verursacht, warum ihre Detektei bankrottgegangen ist, und wie sie letztlich beim T.I.A. anheuern. |
| Silencio, se rueda … ¡Acción!                | 1970 | Ruhe bitte… Kamera ab! (Carlsen, Sammelband)                                                                     | Die Geschichte parodiert die MGM-Studios (als "Metro Goldwyn Ibáñez" und Ibáñez im Wappen). Dass Fred und Jeff ihren eigenen Film bekommen, greift der Geschichte um über 30 Jahre voraus.                                  |
| Contra Anselmo el gordo                      | 1970 | (kein Titel) (Condor, 17)                                                                                        | |
| (kein Titel)                                 | 1970 | (kein Titel) (Condor, 17)                                                                                        | |
| Contra Mac el Paquidermo                     | 1970 | (kein Titel) (Condor, 17)                                                                                        | |
| (kein Titel)                                 | 1970 | (kein Titel) (Condor, 17)                                                                                        | |
| Contra Mac el Agujo                          | 1970 | (kein Titel) (Condor, 17)                                                                                        | |
| (kein Titel)                                 | 1970 | (kein Titel) (Condor, 17)                                                                                        | |
| En busca de Le Mico                          | 1970 | (kein Titel) (Condor, 17)                                                                                        | |
| La perla de Pakalamaja                       | 1970 | (kein Titel) (Condor, 17)                                                                                        | |
| Inocentadas                                  | 1970 | | |
| El caso de la patata                         | 1970 | Kampf mit der Kartoffel (Condor, 24) Der Kartoffel-Fall (Carlsen, Sammelband)                                    | Die Selbstzerstörung der Geheimnachricht parodiert Kobra, übernehmen Sie. Die Szene, wo ein Wal hoch in die Luft springt, wurde ganz offenkundig bei einem Marsupilami-Einseiter abgeschaut.                                |
| ¡Sorpresa!                                   | 1970 | (kein Titel) (Carlsen, Sonderband)                                                                               | In Spanien ist es (oder war es in den 70ern) üblich, zum Jahresende kleine Aufmerksamkeiten zu verschenken. Dieser Brauch ist natürlich in der übersetzten Fassung unverständlich.                                          |
| Un sobre importantísimo                      | 1971 | (kein Titel) (Condor, 17)                                                                                        | |
| Captura accidentada                          | 1971 | | |
| La bomba secreta                             | 1971 | (kein Titel) (Condor, 17)                                                                                        | |
| El secuestro                                 | 1971 | (kein Titel) (Condor, 17)                                                                                        | |
| Baile de trajes                              | 1971 | Heute großer Ball! (Bastei, Felix 888) (kein Titel) (Carlsen, Sammelband)                                        | Ausnahmsweise versucht sich mal Jeff darin, Verkleidungen zu tragen. Das jedoch nimmt jedes Mal ein böses Ende für ihn, meistens durch Freds Vergesslichkeit.                                                               |
| La morcilla                                  | 1971 | Jetzt geht’s um die Wurst (Condor, 24) Die Blutwurst (Carlsen, Sammelband)                                       | Jeffs Verwandlung in eine Wurst spielt hochwahrscheinlich auf den Schlümpfe-Band Das Zauberei und die Schlümpfe an, wo ein Schlumpf in eine hüpfende Wurst verwandelt wird.                                                 |
| El coche                                     | 1971 | (kein Titel) (Condor, 17)                                                                                        | |
| La chiclemicina                              | 1971 | Weich in den Knochen (Condor, 24) Die Gummizin (Carlsen, Sammelband)                                             | Ibáñez griff die Effekte des Gummizins in einer stark erweiterten Form im Jahr 1980 wieder auf und erstellte dann ein vollwertiges Album: Der große Weichmacher.                                                            |
| La primavera la sangre altera                | 1971 | (kein Titel) (Carlsen, Sammelband)                                                                               | Der neunmalkluge Bengel, welchem Fred schließlich eine Ohrfeige verpasst, ist eine Parodie auf alle superintelligenten – und daher auch nervigen – Kinder in der Comics der Zeit.                                           |
| Mensaje del Súper                            | 1971 | (kein Titel) (Condor, 17)                                                                                        | |
| El mensaje                                   | 1971 | (kein Titel) (Condor, 17)                                                                                        | |
| El Manitas                                   | 1971 | (kein Titel) (Condor, 17)                                                                                        | |
| La Hormona X-5                               | 1971 | Immer auf die Kleinen (Condor, 24)                                                                               | |
| Crescencio el rápido                         | 1971 | (kein Titel) (Condor, 11)                                                                                        | |
| Un tipo presuroso                            | 1971 | Nimm dir Zeit und nicht das Leben (Condor, 24)                                                                   | |
| L.S.D.                                       | 1971 | Verflixte Steine (Bastei, Felix 925) L.S.D. (Condor, Tb. 21)                                                     | |
| Entradas secretas                            | 1971 | (kein Titel) (Condor, 11)                                                                                        | |
| Jack el desmorcillador                       | 1971 | (kein Titel) (Condor, 11)                                                                                        | |
| Un pie con mala pata                         | 1971 | Die (Fuß)lahme Ausrede (Carlsen, Sammelband)                                                                     | Für die Art, wie Jeff den Fuß im Gips hat, nahm Ibáñez wohl die Spirou-und-Fantasio-Geschichte Der Plan des Zyklotrop als Vorbild, wo Fantasio mit seinem Gipsfuß auch Missgeschicke passieren.                             |
| Pruebas de aptitud                           | 1971 | Die Schwergeprüften (Bastei, Felix 915) Der Eignungstest (Condor, Tb. 7) Die Eignungstests (Carlsen, Sammelband) | Das Thema dieser Geschichte, ein Eignungstest für Agenten, wurde von Ibáñez dann 1975 in dem Band Concurso oposición weiterverarbeitet und ausgedehnt.                                                                      |
| El detector de oro                           | 1971 | (kein Titel) (Condor, 11)                                                                                        | |
| ¡El deporte es sano!                         | 1971 | Zwei Sportkanonen (Bastei, Felix 935)                                                                            | |
| El abuelo                                    | 1971 | Der Großpapa (Bastei, Felix 892) Der Opa (Carlsen, Sammelband)                                                   | Die Geschichte zeigt einen Ausschnitt aus dem Leben von Freds Großvater, welcher ein ganz billiger Betrüger war. |
| La conspiración del Super                    | 1971 | Wer anderen eine Grube gräbt (Condor, 12)                                                                        | |
| El tesoro de la isla                         | 1971 | (kein Titel) (Condor, 11)                                                                                        | |
| Los flamantes vigilantes                     | 1971 | Die Aufpasser (Carlsen, Sammelband)                                                                              | Hier wird der klassische Plot aufgegriffen, dass auf ein irre wichtiges Lotterielos mit dem Hauptgewinn aufgepasst werden muss – nur dass hier natürlich alles ganz anders kommt.                                           |
| En el campo = Vida campestre                 | 1971 | Ein unerwünschter Besuch (Condor, Tb. 4)                                                                         | |
| Guarda-espaldas                              | 1971 | (kein Titel) (Condor, 11)                                                                                        | |
| El rescate                                   | 1971 | (kein Titel) (Condor, 11)                                                                                        | |
| El concurso de disfraces                     | 1971 | Der Kostümwettbewerb (Carlsen, Sammelband)                                                                       | Hier wird das Paradoxon gezeigt, dass Freds Verkleidungskünste nichts bringen, als jemand den Wettbewerb gewinnt, der wie er (ohne Verkleidung) verkleidet ist.                                                             |
| Un chorizo explosivo                         | 1971 | | |
| El carguero chatárrez                        | 1971 | | |
| El domador de sombras                        | 1971 | Immer gut beschattet (Condor, 12)                                                                                | |
| El jarrón                                    | 1972 | (kein Titel) (Condor, 11)                                                                                        | |
| Contra Julius el Cernícalo                   | 1972 | (kein Titel) (Condor, 11)                                                                                        | |
| La capa de Luis Candelas                     | 1972 | Der Typ mit der Tarnkappe (Bastei, Felix 939)                                                                    | |
| ¡Supermortadelo! = ¡Super Mortadelo!         | 1972 | Superfred schlägt zu (Condor, 12)                                                                                | |
| ¡Misión peligrosa!                           | 1972 | | |
| ¡Filemón contra Mortadelo!                   | 1972 | Flap gegen Flip (Bastei, Felix 1032)                                                                             | |
| Operación gorrino = Animalitos               | 1972 | Lauter Schweinereien (Condor, 12) Operation Agentenschwein (Carlsen, Sammelband)                                 | Der Standard-Plot, dass jemandem ein Geheimnis zum Transport auf die Haut tätowiert wurde, wird hier persifliert, indem diese Rolle einem Schwein zugedacht wird.                                                           |
| El Supergamberro                             | 1972 | Der Superstrolch (Bastei, Felix 1001) Der Oberfiesling (Carlsen, Sammelband)                                     | Ibáñez griff die Handlung dieser Geschichte, dass ein Mittel das Böse in einem zu Vorschein bringt, bereits ein Jahr später für die Albumgeschichte Wir sind die Retter der Nation wieder auf.                              |
| El espía Mataháriez                          | 1972 | | |
| Un explosivo en furgoneta                    | 1972 | Ein Fall mit Knall (Condor, 12)                                                                                  | |
| El caso del ladrón con gafas                 | 1972 | Der Brillenräuber (Bastei, Felix 880) Wer klaut denn hier Brillen? (Condor, Tb. 9)                               | |
| El Súper Lobo                                | 1972 | | |
| Protegiendo al embajador                     | 1972 | Die Leibwächter (Bastei, Felix 898) Krawall im Krankenhaus (Condor, Tb. 9)                                       | |
| La estatua del vate                          | 1972 | Major Murks trifft immer! (Bastei, Felix 967)                                                                    | |
| El mensaje                                   | 1972 | | |
| El Ventilador                                | 1972 | Ein frisches Windchen (Bastei, Felix 997) Der Ventilator (Carlsen, Sammelband)                                   | Es gibt hier die Besonderheit, dass während mal wieder eine Erfindung von Dr. Bakterius getestet wird (mit allen bösen Folgen), Bakterius selber in dieser Geschichte nicht in Erscheinung tritt.                           |
| El transformador molecular                   | 1972 | | |
| Un ayudante competente                       | 1972 | Die Kanone von Dschingis-Khan (Bastei, Felix 881) Die Kanone von Dschingis Khan (Condor, Tb. 10)                 | |
| El platanillus                               | 1972 | | |
| ¡Robots!                                     | 1972 | | |
| ¡Navajazo al canto!                          | 1972 | | |
| ¡En defensa del Súper!                       | 1972 | Alles für den Boß! (Bastei, Felix 878)                                                                           | |
| El sobre                                     | 1972 | | |
| El Super Bólido                              | 1972 | Die Superkiste (Bastei, Felix 877) Testfahrt mit dem Superauto (Condor, Tb. 10)                                  | |
| La fórmula                                   | 1972 | | |
| ¡Bienvenido, Míster Morsa!                   | 1972 | Hoher Besuch (Bastei, Felix 962)                                                                                 | |
| El transmutador biológico                    | 1972 | Nur ein Blatt Papier (Bastei, Felix 941)                                                                         | |
| El cascote de otro mundo                     | 1972 | Der Stein aus dem All (Bastei, Felix 950) Die Kugel aus dem Kosmos (Condor, Tb. 1)                               | |

### 1973–1979
| Originaltitel                            | Jahr | Deutscher Titel | Bemerkungen |
| ---------------------------------------- | ---- | --- | --- |
| El mortadelillo volante = ¡Quiero volar! | 1973 | Fred lernt fliegen (Condor, Tb. 1) | |
| ¡Gripe asiática!                         | 1973 | Asiatische Grippe (Condor, Tb. 10) | |
| La caja fuerte                           | 1973 | | |
| ¡Mucha mecha!                            | 1973 | Der heiße Draht (Bastei, Felix 885) | |
| ¡Rumbo a la Isla!                        | 1973 | | |
| ¡A la feria, a la feria!                 | 1973 | So ein Rummel (Bastei, Felix 921) | |
| La padrina                               | 1973 | | |
| El marciano                              | 1973 | | |
| Cohete 2000                              | 1973 | | |
| En el hotel de la Costa                  | 1973 | Das Strandhotel (Carlsen, Sammelband) | Offenkundig hatte Ibáñez schlechte Erfahrungen mit Kurhotels gemacht, und zeichnet hier gnadenlos, dass solche Kurhotels seiner Meinung nach nichts weiter als überteuerter und nutzloser Betrug sind.                            |
| El anti-imán                             | 1973 | Keine Gnade für Erfinder (Bastei, Felix 979) | |
| ¡Un arma tremenda!                       | 1973 | Eine wüste Waffe (Bastei, Felix 887) | |
| Souvenir sonado = El gong                | 1973 | | |
| El Trinitrotolueno                       | 1973 | | |
| El "Estrella de Cáceres"                 | 1973 | | |
| ¡La conquista de la Tierra!              | 1973 | Die grüne Gefahr (Bastei, Felix 960) Die Eroberung der Erde (Condor, Tb. 7) Die Eroberung der Erde (Carlsen, Sammelband)                          | Die Geschichte steht im Kontrast zum gleichzeitig entstandenen Band Los invasores. Der Außerirdische in dieser Geschichte ist friedfertig und nach einigen Missverständnissen gibt es Frieden.                                    |
| Día acalorado                            | 1974 | Ein sicheres Plätzchen (Bastei, Felix 954) Ein total verrückter Tag (Condor, Tb. 22)                                                              | |
| ¡Rumbo a Miami!                          | 1974 | | |
| El K-J-56                                | 1974 | Explosionsgefahr (Bastei, Felix 919) | |
| El reductor ultrasónico                  | 1974 | Rätsel um Akte PK 52 (Bastei, Felix 943) Der Ultraschall-Umwandler (Condor, Tb. 14) Der Ultraschall-Reduktor (Carlsen, Sammelband)                | Die Handlung über ein Gerät, das jemanden auf mikroskopische Größe schrumpft ist eine deutliche Anlehnung an die Film Die phantastische Reise, wo ein solches Gerät Zentrum der Handlung ist.                                     |
| El Troncho 90                            | 1974 | | |
| El cerebelus volante                     | 1974 | Der "Fliegende Apfel" (Bastei, Felix 900) Kugel mit Köpfchen (Condor, Tb. 5)                                                                      | |
| Misión en el "Queen Cascajo"             | 1974 | Dynamit an Bord! (Bastei, Felix Sonderheft Ostern 1977) Terror an Bord (Condor, Tb. 18) Mission auf der "Queen Scrap" (Carlsen, Sammelband)       | Die Szene, wo Fred und Jeff im Dunkeln durch eine Höhle kriechen und Jeff gegen Stalaktiten donnert, ist eng an eine solche Szene aus dem Spirou-und-Fantasio-Band QRN ruft Brezelburg angelehnt.                                 |
| El hombro del tiempo                     | 1974 | Die Wettermaschine (Bastei, Felix 932) Das Wetter spielt verrückt (Condor, Tb. 17) Eine total verhagelte Donnerwetter-Geschichte (Condor, Tb. 51) | |
| Asalto a la azotea                       | 1974 | | |
| En el gimnasio                           | 1974 | Trimm dich k. o.! (Bastei, Felix 909) | |
| La foto                                  | 1974 | Meisterfotografen (Bastei, Felix 913) Die Jagd nach dem Foto (Condor, Tb. 8)                                                                      | |
| Liquidar al Gorilo                       | 1974 | | |
| ¡Secuestro!                              | 1974 | | |
| ¡Trampas!                                | 1974 | Lauter faule Tricks (Bastei, Felix 905) | |
| Historia Burra                           | 1974 | | |
| El cilindro                              | 1974 | | |
| Misión de 96 octanos                     | 1974 | Der rätselhafte Dieb (Bastei, Felix 914) Verflixt, wer hat den Sprit gestohlen? (Condor, Tb. 12)                                                  | |
| El Can Dado                              | 1975 | | |
| Misión con bolitas                       | 1975 | Teufelspillen (Bastei, Felix 894) Die Pille gegen Spione (Condor, Tb. 14)                                                                         | |
| Humo = Misión con muchos humos           | 1975 | | |
| Día de fiesta                            | 1975 | Die Gummischaukel (Bastei, Felix 893) | |
| El congelador nuclear                    | 1975 | Die Eisbombe (Bastei, Felix 934) Ein eiskalter Job (Condor, Tb. 11) Der Nuklear-Froster (Carlsen, Sammelband)                                     | Wieder einmal tritt eine Erfindung von Bekterius ohne den Erfinder selber in Erscheinung. Außerdem ist dies eine der Geschichten, wo Fred am Ende der einzige Verfolgte ist – hier von Jeff und Mister L.                         |
| Inocente, inocente                       | 1975 | Lauter dumme Streiche (Bastei, Felix 948) | |
| Mac "el estúpido"                        | 1975 | | |
| Viejo Pato, Pato Viejo                   | 1975 | | |
| ¡A por el balón! = ¡A por ese balón!     | 1976 | | |
| El timbre                                | 1976 | 1 x klingeln genügt! (Bastei, Felix Großband 66) Der Klingelkiller (Condor, Tb. 20)                                                               | |
| Dia acalorado                            | 1976 | | |
| Especial T.V.                            | 1976 | Unternehmen Fernsehen (Bastei, Felix 965) Panik im Studio (Condor, Tb. 22)                                                                        | |
| El ramo anestesiante                     | 1976 | Blumen für die Dame (Bastei, Felix 973) Der betäubende Strauß (Carlsen, Sammelband)                                                               | Der Gag aus Verdammt, wer macht die Kiste auf? dass Fred einen Helikopter per Kurbel antreiben muss, wird hier aufgegriffen. Das Blumenfeld wo Leute einschlafen spielt auf Der Zauberer von Oz an.                               |
| Día pasado por agua                      | 1976 | | |
| Mortadelilly el "niño"                   | 1976 | | |
| Desgracias a porrillo                    | 1976 | Hurra, wir haben Urlaub (Bastei, Felix 958) Die Pechsträhne (Carlsen, Sammelband)                                                                 | Zum ersten Mal wird Freds Häuschen auf dem Land gezeigt, welches nichts weiter als eine schäbige, heruntergekommene Kaschemme ist.                                                                                                |
| La dominación del mundo                  | 1976 | | |
| Un invento singular                      | 1976 | | |
| El timador                               | 1976 | | |
| El invento                               | 1976 | | |
| Sudando la gota gorda                    | 1976 | Ein Grill für Bosse (Bastei, Felix 959) Die große Hitze (Condor, Tb. 22)                                                                          | |
| Los protectores                          | 1976 | | |
| La cámara Busca-fresquito                | 1976 | | |
| Vampiro                                  | 1976 | | |
| Invisibles                               | 1976 | | |
| La Píldora                               | 1976 | | |
| ¡Inocente!                               | 1976 | | |
| El marcianito                            | 1976 | | |
| De susto en susto                        | 1976 | | |
| Karay con el karateka                    | 1977 | Ein harter Sport (Bastei, Felix 1054) | |
| Ahorro                                   | 1977 | | |
| ¡Money, Money!                           | 1977 | | |
| Al abordaje                              | 1977 | | |
| La cámara calorífera                     | 1977 | | |
| El primavero                             | 1977 | | |
| Bollos en directo                        | 1977 | | |
| King Kong Made in Spain                  | 1977 | | |
| Terror Invisible                         | 1977 | | |
| La inauguración                          | 1977 | Feuchte Freuden (Bastei, Felix 1011) Die Einweihung (Carlsen, Sammelband)                                                                         | Dies ist eine der frühesten Geschichten, wo das Privatdomizil von Mister L gezeigt wird, welches ebenfalls deutlich aufzeigt, dass er die Gelder der T.I.A. für seinen eigenen Luxus veruntreut.                                  |
| ¡Bichejos a mí!                          | 1977 | Kleine Tiere - große Tiere (Bastei, Felix 1030) Die Außerirdischen (Condor, 51)                                                                   | |
| El peligro acecha                        | 1977 | Mister L in höchster Gefahr (Condor, 51) | |
| Defendiendo la paga                      | 1977 | | |
| Espectro recalcitrante                   | 1978 | | |
| El abono                                 | 1978 | Der Superdünger (Carlsen, Sammelband) | Die Geschichte ist etwas merkwürdig, da der Anfang den Schein erweckt, als ob Fred und Jeff im Hauptquartier leben würden, was sie natürlich nicht tun. Ibáñez ist dafür bekannt, Kontinuität hinter einen guten Witz zu stellen. |

### 1980–1992
| Originaltitel                                  | Jahr | Deutscher Titel                                  | Bemerkungen |
| ---------------------------------------------- | ---- | ------------------------------------------------ | --- |
| Desbarajuste integral, propio de una editorial | 1980 |                                                  | |
| Una historia con narices                       | 1980 |                                                  | |
| ¡El árbol genealógico!                         | 1982 |                                                  | |
| En el campo                                    | 1982 |                                                  | |
| ¡Música, maestro!                              | 1982 |                                                  | |
| Un alijo algo canijo                           | 1983 |                                                  | |
| La desarrollicina                              | 1983 |                                                  | |
| Hacer un extraordinario…¡jo, menudo calvario!  | 1983 |                                                  | |
| ¡Disfraces! = Protegiendo al Súper             | 1983 |                                                  | |
| Consigna: cepillarse al super                  | 1983 | Losung: Mister L muss weg! (Carlsen, Sammelband) | Im Gegensatz zu anderen Geschichten ist es hier die Dummheit von Fräulein Ophelia, welche das handlungsbestimmende Missverständnis verursacht, und dementsprechend verfolgt Fred sie am Ende wutentbrannt.            |
| Unos niños especiales                          | 1984 |                                                  | Ibáñez erstellte diese Kurzgeschichte zusammen mit dem Zeichner Escobar, dessen Figuren hier – von Escobar gezeichnet – einen Gastauftritt haben.                                                                     |
| Olimpiada Chalada                              | 1990 |                                                  | |
| La cosa va de turistas                         | 1990 |                                                  | |
| ¡Cuando calienta el soool!                     | 1990 |                                                  | |
| Hoy se trata de Ligar                          | 1990 |                                                  | |
| Los Super Héroes                               | 1990 |                                                  | |
| El Ordenador ése…                              | 1990 |                                                  | |
| Culturismo                                     | 1990 |                                                  | |
| ¡Inoceeeenteee!                                | 1990 |                                                  | |
| ¡Esto ocurrió de verdad, muy cerca de Navidad! | 1990 | Der absolute Größenwahn (Condor, 111)            | Diese Geschichte spielt auf den ersten Band, Keine Angst, wir retten die Welt, an, nur dass hier die Vergrößerungswirkung von Bakterius' Mittel völlig aus dem Ruder läuft.                                           |
| El periódico de mañana                         | 1991 | Die Zeitung von Morgen (Condor, 111)             | Die Geschichte spielt mit dem Prinzip der selbsterfüllenden Prophezeiung. Dadurch, dass Mr. L die Zeitung von Morgen liest, kommen erst die Ereignisse in Gang, die zu seinem Unglück führen, von dem er gelesen hat. |
| El cacharro del tiempo                         | 1991 | Die Zeitmaschine (Condor, 111)                   | Der Tauschomat aus dem Band Immer rein in die Maschine! taucht hier wieder auf, nur dass man jetzt zusätzlich Sachen und Leute durch die Zeit austauschen kann – mit allen Konsequenzen für Fred und Jeff.            |
| El Sumo                                        | 1991 | Der Dicke aus Japan (Condor, 111)                | Ibáñez veralbert hier den Hype aus den Achtzigern, in denen allen möglichen Sachen aus Japan grundsätzlich Überlegenheit zugestanden wurde, indem er einen Sumoringer zum Kampfsportlehrer macht.                     |
| Las Compras esas de las Narices (A compraaaar) | 1991 |                                                  | |
| El Capitán Trueno                              | 1991 |                                                  | |
| La Telecocorotesia                             | 1991 |                                                  | |
| ¡El Súper peligra!                             | 1991 |                                                  | |
| La pista calzoncillera                         | 1991 | Der Spur der Unterhose (Condor, 111)             | Die Suche nach der Unterhose als einziges Identifikationsmarkmal erinnert an eine Szene aus dem Film Porky’s, nur dass es dort um ein männliches Geschlechtsteil ohne Unterhose ging.                                 |
| Los cegatos                                    | 1991 | Der Blindgänger (Condor, 111)                    | Die Geschichte dreht sich fast ausschließlich um die Missgeschicke von Benni Blindflug. Interessanterweise hat das diesmal auch für ihn oft schlimme Folgen.                                                          |
| Invento Bacteriológico                         | 1992 |                                                  | |
| La puñalada trapera                            | 1992 |                                                  | |